# Apollo 8
L'Apollo 8 fu la seconda missione con equipaggio del programma spaziale statunitense Apollo. La navicella venne lanciata il 21 dicembre 1968 e fu la prima con a bordo degli uomini a lasciare l'orbita della Terra, a raggiungere la Luna, ad orbitare intorno ad essa e a tornare in sicurezza sulla Terra.
I tre astronauti – il comandante Frank Borman, il pilota del modulo di comando James Lovell e il pilota del modulo lunare William Anders – divennero pertanto i primi esseri umani ad uscire dalla gravità terrestre, a poter osservare la Terra nella sua interezza, ad entrare nel campo gravitazionale di un corpo celeste diverso dalla Terra (la Luna), a vedere con i propri occhi il lato nascosto della Luna, ad ammirare dallo spazio il sorgere della Terra dall'orizzonte della Luna e a rientrare nel campo gravitazionale terrestre. Per il lancio la missione utilizzò il razzo Saturn V, al suo terzo volo, il primo con equipaggio. Fu il primo lancio con equipaggio effettuato dal Kennedy Space Center, Florida, situato nei pressi della Cape Canaveral Air Force Station.
Originariamente prevista per l'inizio del 1969 come una missione in orbita terrestre media per testare il modulo lunare e il modulo di comando, nell'agosto del 1968 fu resa più ambiziosa, anche perché il modulo lunare non era ancora pronto per il primo volo. Questo accorciò la durata di addestramento e preparazione dell'equipaggio di due-tre mesi rispetto a quanto inizialmente previsto.
L'Apollo 8 impiegò tre giorni per raggiungere la Luna. Orbitò intorno ad essa dieci volte nel corso di 20 ore, durante le quali l'equipaggio effettuò una trasmissione televisiva in occasione della vigilia di Natale, leggendo i primi 10 versetti della Genesi (all'epoca risultò il programma TV più seguito della storia). Gli astronauti fecero ritorno sulla Terra il 27 dicembre 1968, ammarando nel nord dell'Oceano Pacifico.
Il successo della missione Apollo 8 aprì la strada all'Apollo 11 che realizzò l'obiettivo del presidente americano John F. Kennedy di portare un uomo sulla superficie lunare prima della fine degli anni sessanta.

## Contesto
Durante il secondo mandato del Presidente Eisenhower gli Stati Uniti si trovarono a rincorrere i successi dell'Unione Sovietica nella cosiddetta corsa allo spazio, aperta dal lancio nel 1957 dello Sputnik 1, il primo satellite artificiale in orbita attorno alla Terra. Nel gennaio del 1961 John Kennedy ereditò dall'amministrazione precedente il programma Mercury, che aspirava a portare il primo uomo nello spazio, e una bozza del programma Apollo, che avrebbe dovuto essere un proseguimento del precedente nello spazio circumterrestre. Ma il 25 maggio 1961, in un discorso pronunciato durante una sessione speciale del Congresso degli Stati Uniti, Kennedy riconvertì l'obiettivo del programma Apollo verso un allunaggio «entro la fine del decennio», in risposta al nuovo primato stabilito dall'Unione Sovietica, che il 12 aprile aveva lanciato con successo Jurij Gagarin nello spazio.
Il programma Apollo, pur funestato dalle sciagure dell'Apollo 1 e dell'Apollo 13, fu coronato da numerosi successi, il più grande dei quali fu l'allunaggio nel 1969 dell'Apollo 11, cui seguirono altre sei missioni lunari prima dell'interruzione del programma nel 1975. L'Apollo 8 fu la seconda missione con equipaggio, che faceva parte della fase preparatoria del programma. Tra il 1963 e il 1966 il programma Apollo fu affiancato dal programma Gemini, attraverso il quale la NASA acquisì le competenze nelle tecniche del volo spaziale che sarebbero state richieste per le successive missioni Apollo: la capacità di individuare, raggiungere e agganciare un altro veicolo in orbita, nonché di svolgere attività extraveicolari. Furono altresì acquisite informazioni riguardo alla risposta degli astronauti alla permanenza nello spazio.

## Programmazione

### Pianificazione della missione

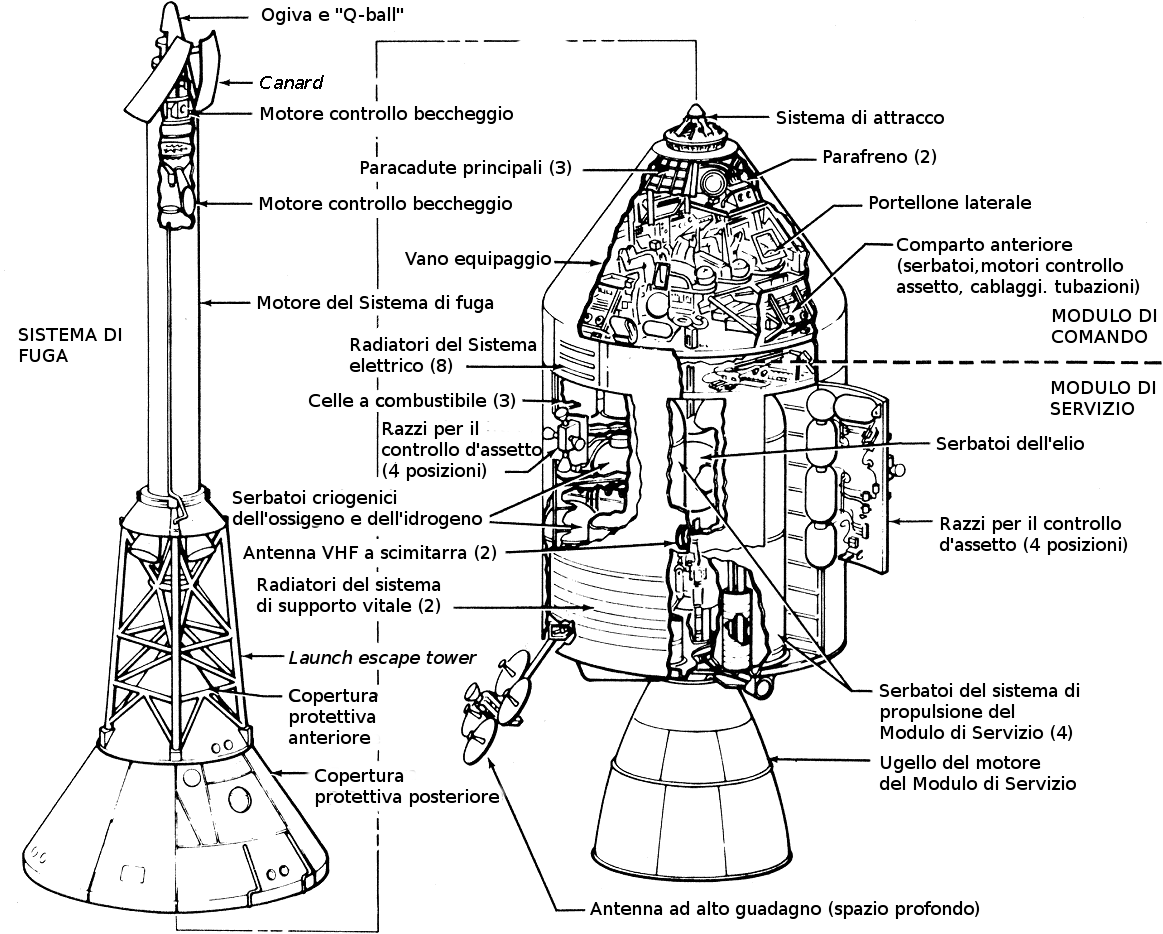
Diagramma che mostra la struttura del Modulo di Comando e Servizio Apollo

Le missioni Apollo sono denominate secondo una progressione numerica basata, a partire da Apollo 4, sull'ordine di lancio. Allo stesso tempo gli obiettivi da conseguire durante la missione (ovvero il tipo di missione che sarebbe stata condotta) seguivano una sequenza elaborata nel settembre del 1967, in cui ciascun tipo era contrassegnato da una lettera, in ordine alfabetico secondo la complessità crescente. Le missioni lunari (appartenenti alle classi G, H e J) avrebbero dovuto essere precedute da sei tipi di missioni preparatorie. Attraverso le missioni A e B, prive di equipaggio, sarebbe stato verificato il funzionamento in orbita terrestre bassa rispettivamente dell'Apollo Command/Service Module (CSM) e del modulo lunare (LEM). La missione C avrebbe replicato la missione A con equipaggio a bordo. Per la missione D erano stati ideati due possibili scenari che ad ogni modo prevedevano l'esecuzione di manovre di rendezvous tra il modulo di comando e servizio ed il LEM in orbita terrestre bassa, in presenza dell'equipaggio. Durante la missione E sarebbe stata adottata per la prima volta la configurazione completa della navicella spaziale Apollo; inoltre, l'equipaggio avrebbe eseguito manovre di sgancio e riaggancio del LEM in orbita terrestre media. Infine, la missione F, che sarebbe entrata in orbita attorno alla Luna, avrebbe parzialmente eseguito la manovra di allunaggio, da abortire ad appena 15 km dalla superficie.
La missione di tipo A fu eseguita con successo da Apollo 4 e 6 rispettivamente nel novembre del 1967 e nell'aprile del 1968. La missione di tipo B fu completata dall'Apollo 5 nel gennaio del 1968. Nell'ottobre del 1968 la missione di tipo C sarebbe stata completata dall'Apollo 7. Se la programmazione fosse stata rispettata, l'Apollo 8 sarebbe stato utilizzato per una missione di tipo D. Ma nell'agosto del 1968 risultò chiaro che il LEM, necessario per tale missione, non sarebbe stato disponibile entro l'anno. Lo svolgimento di una missione D fu quindi rinviato al 1969, col rischio però di mancare l'obiettivo di compiere un allunaggio prima della fine del 1969.

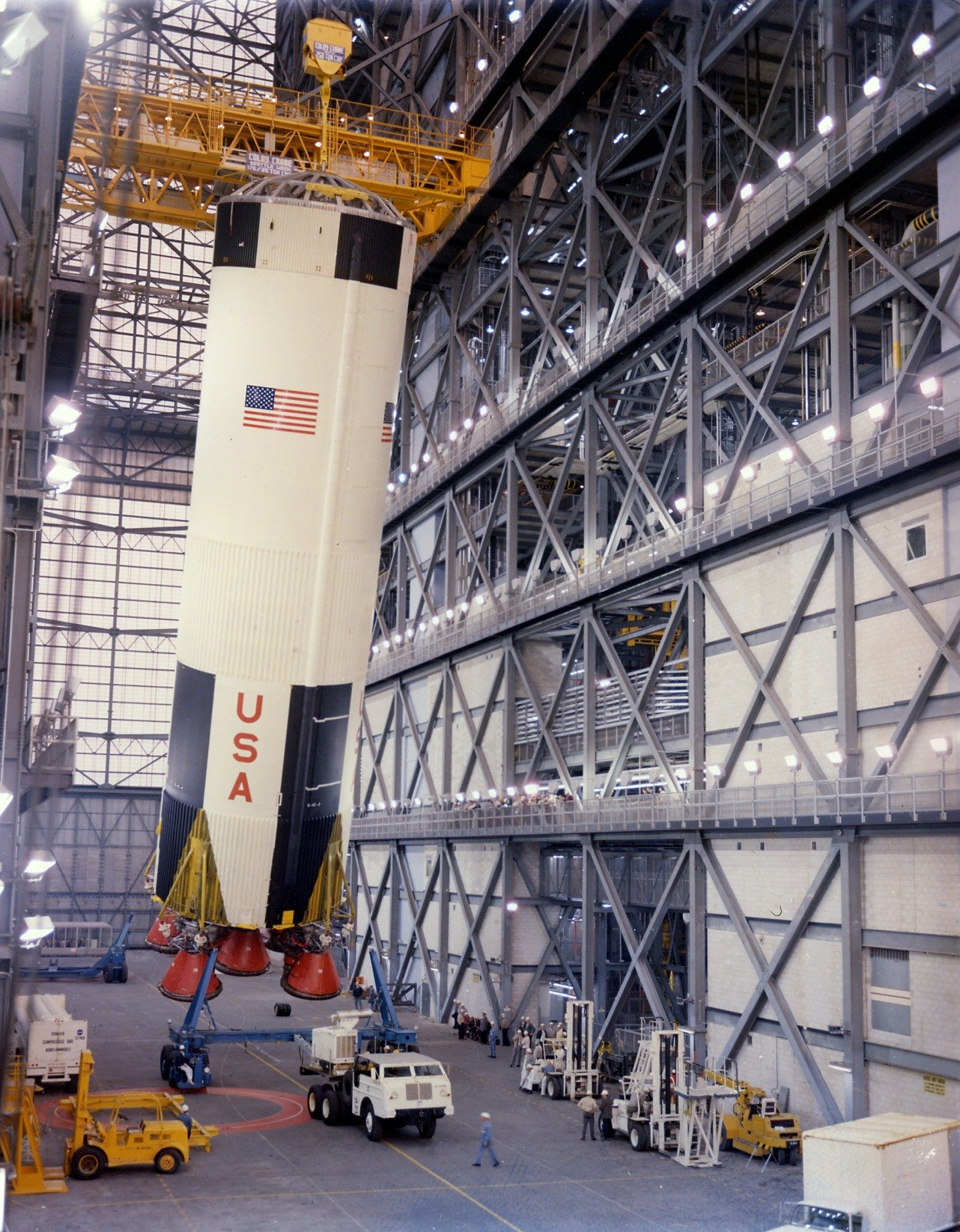
Il primo stadio del Saturn V dell'Apollo 8 viene posizionato in verticale nel Vehicle Assembly Building

Nell'agosto del 1968 George Low, responsabile dell'Apollo Spacecraft Program Office, propose di utilizzare il modulo di comando e servizio (CSM) ed il lanciatore Saturn V già costruiti per anticipare alcune caratteristiche delle missioni E ed F. In particolare, propose di eseguire una missione circumlunare per verificare l'efficacia delle comunicazioni, della navigazione e del controllo termico nello spazio profondo. La nuova tipologia fu indicata come C' (C prime in inglese) e assegnata all'Apollo 8. Il successo avrebbe permesso poi di cancellare la missione di tipo E dal programma.
La proposta incontrò un'ampia approvazione tra i dirigenti della NASA, che espressero la propria fiducia nell'hardware e nel personale e riconobbero il potenziale incoraggiamento collettivo che sarebbe derivato da una missione che sarebbe giunta così vicino alla Luna. James Webb, amministratore della NASA, la ritenne inizialmente troppo rischiosa, ma accordò infine il proprio consenso. Ad ogni modo, chiese di mantenere un basso profilo con i mass media, che non ricevettero anticipazioni riguardo al cambio di programma per l'Apollo 8 se non il 12 novembre, tre settimane dopo che la missione dell'Apollo 7 si era conclusa con successo e 40 giorni prima del lancio dell'Apollo 8.
Nel settembre del 1968 l'Unione Sovietica aveva lanciato con successo la capsula Zond 5 con a bordo delle tartarughe russe e altre creature viventi, in una traiettoria che l'aveva portata a sorvolare la Luna e poi a rientrare sulla Terra. Nacque allora all'interno della NASA e sulla stampa occidentale la preoccupazione che i sovietici avrebbero potuto ripetere la missione prima della fine del 1968 con cosmonauti a bordo, precedendo di nuovo gli americani. Ciò aggiunse ulteriore pressione al programma Apollo.

### Il lanciatore Saturn V

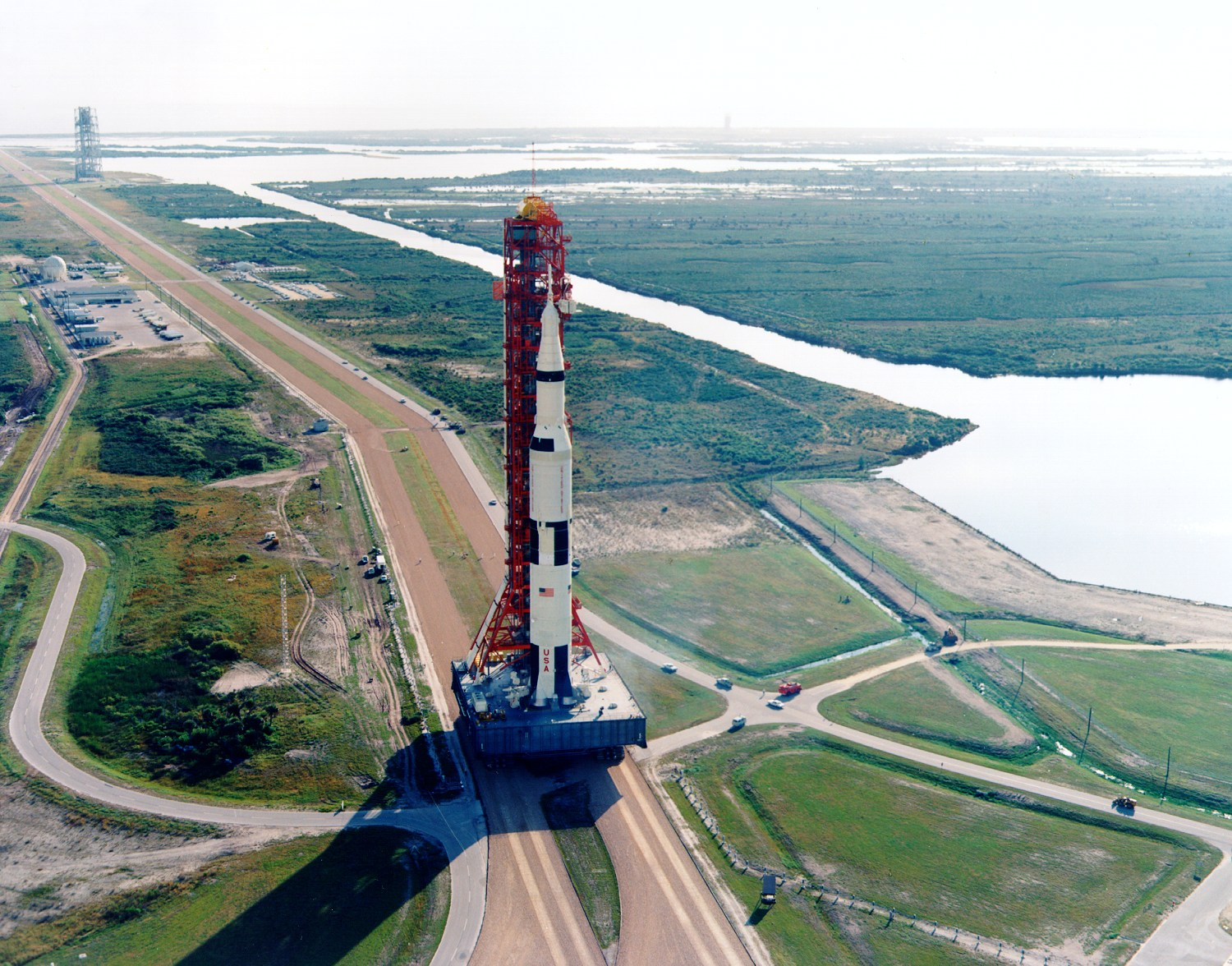
Il Saturn V dell'Apollo 8 in viaggio verso il complesso di lancio 39A

Il razzo Saturn V utilizzato per la missione Apollo 8 era quello designato come SA-503, o il terzo (03) modello di razzo Saturn V (5) utilizzato per il programma Saturn-Apollo (SA). Quando il 20 dicembre 1967 il razzo fu posto in verticale nel Vehicle Assembly Building, si pensava che sarebbe stato utilizzato per un volo di prova e che avrebbe immesso in orbita terrestre un boilerplate (un simulacro non funzionante e privo di equipaggio) del modulo di comando e servizio. Nel corso della missione Apollo 6, nell'aprile del 1968, erano stati rilevati diversi importanti problemi, comprese gravi oscillazioni pogo durante il funzionamento del primo stadio, lo spegnimento di un motore del secondo stadio e la mancata riaccensione del terzo stadio una volta in orbita. Non avendo la certezza che questi problemi fossero stati risolti, gli amministratori della NASA non potevano autorizzare una missione con persone a bordo. Inoltre, sarebbero stati necessari ulteriori voli di prova che attestassero il corretto funzionamento del Saturn V.
Risolvere i problemi del razzo spettava agli ingegneri del Marshall Space Flight Center (MSFC). Per prima cosa si occuparono delle oscillazioni pogo le quali, pur non ostacolando il funzionamento dei motori, avrebbero sottoposto l'equipaggio a un'accelerazione eccessiva. Un gruppo costituito dalle ditte appaltatrici, dai rappresentanti della NASA e dai ricercatori del MSFC concluse che la frequenza delle oscillazioni pogo era prossima a quella di vibrazione del razzo e che quindi sorgeva il fenomeno di risonanza. Per farvi fronte, nei condotti di alimentazione del motore furono miscelati l'ossigeno liquido e l'elio gassoso, allo scopo di smorzare tali vibrazioni.
Di uguale importanza fu considerato il malfunzionamento dei motori del secondo e terzo stadio. L'interruzione del funzionamento del motore tre era stata determinata dalla rottura di una condotta dell'idrogeno liquido del motore due. A terra, durante i test in laboratorio, attorno alla condotta si formava della brina che, a detta degli ingegneri, rendeva il materiale più resistente. Durante il volo, quando si raggiunse il vuoto dello spazio, ciò non si verificò, né avrebbe potuto verificarsi, e la parete del tubo cedette. La perdita di pressione nella condotta avrebbe portato allo spegnimento del motore due. Questo, tuttavia, fu anticipato da quello del motore tre. Infatti, quando il sistema automatico di spegnimento aveva tentato di chiudere la valvola dell'idrogeno liquido e di spegnere così il motore due, accidentalmente venne chiuso il rifornimento di ossigeno liquido al motore tre per via di un errore di connessione nei cavi. In modo simile fu spiegata anche la mancata riaccensione del terzo stadio: la brina giocava un ruolo importante nel migliorare il funzionamento del sistema di accensione anche nei test a terra del motore del terzo stadio. Ancora una volta, nel vuoto dello spazio questo contributo mancò e un componente del sistema di riaccensione, un soffietto, si ruppe in conseguenza alle notevoli vibrazioni cui fu sottoposto. Gli ingegneri apportarono dunque le modifiche necessarie a scongiurare eventi simili nei lanci successivi.
Le squadre di tecnici testarono le loro soluzioni nell'agosto del 1968 presso il Marshall Space Flight Center. Uno stadio IC del razzo Saturn fu equipaggiato con dispositivi di assorbimento delle vibrazioni per mostrare la soluzione proposta per risolvere le oscillazioni pogo, mentre un secondo stadio del Saturn fu testato con linee di carburante modificate per dimostrare la loro resistenza a perdite e rotture in condizioni di vuoto. Una volta che gli amministratori della NASA si convinsero che i problemi erano stati risolti, dettero il benestare per una missione con equipaggio che avrebbe utilizzato il razzo SA-503.
La navetta spaziale Apollo 8 venne posta sulla cima del razzo il 21 settembre e il complesso iniziò il suo lento viaggio di circa 5 km verso la piattaforma di lancio il 9 ottobre. I test continuarono per tutto il mese di dicembre fino al giorno prima del lancio, includendo varie prove di preparazione. Il 18 dicembre, tre giorni prima della data prevista per il lancio, vennero effettuati i test finali sulle modifiche apportate per risolvere i problemi relativi alle oscillazioni pogo, alla rottura dei condotti di combustibile e delle linee di accensione.

### La selezione e l'addestramento dell'equipaggio

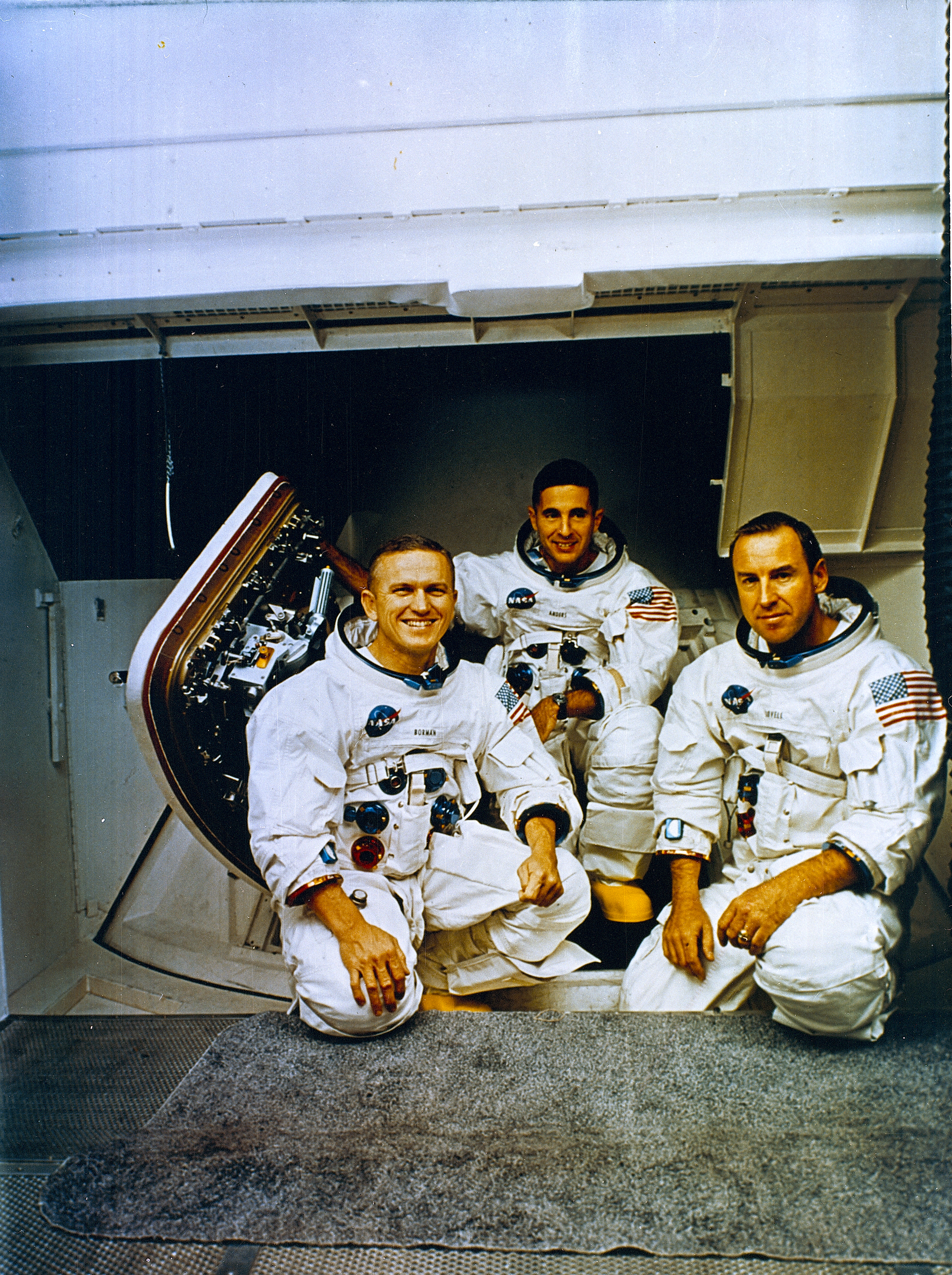
L'equipaggio dell'Apollo 8 in posa davanti al simulatore durante una pausa dall'addestramento

L'addestramento degli astronauti era finalizzato al compimento di una specifica missione. L'equipaggio dell'Apollo 8 avrebbe dovuto essere composto da James McDivitt, David Scott e Russell Schweickart, e fu avviato il loro addestramento per compiere la missione di tipo D in orbita terrestre bassa. Tuttavia, la variazione del programma convinse il direttore delle operazioni degli equipaggi di volo Deke Slayton ad assegnare l'Apollo 8 agli astronauti che si stavano già addestrando per la missione E. Di conseguenza tra i due equipaggi si scambiò non solo l'ordine di lancio, ma anche i veicoli sui quali si erano addestrati.
L'equipaggio dell'Apollo 8 risultò composto del comandante Frank Borman (al suo secondo volo), dal pilota del modulo di comando James Lovell (al suo terzo volo) e dal pilota del modulo lunare William Anders. Lovell avrebbe dovuto comandare l'equipaggio di riserva, ma nel luglio 1968 prese il posto di Michael Collins, sostituito a causa di un'ernia del disco cervicale che lo aveva costretto a ricorrere a un intervento chirurgico. Tale sostituzione creò una situazione insolita per le missioni con equipaggio della NASA dell'era pre-Shuttle, con il comandante che non era il membro con più esperienza: infatti a Lovell, che aveva già comandato la missione Gemini 12, venne assegnato un ruolo non di comando.
Borman e Lovell avevano già collaborato nella missione Gemini 7, nel corso della quale stabilirono un primato di permanenza nello spazio. Per la prima volta l'equipaggio di una missione Apollo era composto da membri che avevano maturato esperienza nel programma Gemini.
L'addestramento nel simulatore iniziò il 9 settembre e per il momento del lancio l'equipaggio aveva maturato sette ore di formazione per ogni ora effettiva di volo. Anche se tutti i membri furono addestrati affinché fossero intercambiabili nello svolgimento della missione, a ciascuno furono assegnati compiti specifici: Borman, in qualità di comandante, avrebbe controllato la navetta durante il rientro, Lovell si sarebbe ocuupato della navigazione durante le perdite di comunicazione con la Terra ed Anders avrebbe costantemente verificato la funzionalità del veicolo.
La notte antecedente al lancio l'equipaggio dell'Apollo 8 ricevette la visita di Charles Lindbergh e della moglie Anne. Durante l'incontro il celebre aviatore raccontò loro come, prima del suo storico volo del 1927, aveva usato un pezzo di corda per misurare la distanza tra New York a Parigi su un globo e da quello aveva calcolato il combustibile necessario per la trasvolata. Il totale sarebbe risultato un decimo di quello che il Saturn V avrebbe bruciato ogni secondo. Il giorno dopo i coniugi Lindbergh osservarono il lancio dell'Apollo 8 da una vicina collina.

## Informazioni generali

### Equipaggio
| Ruolo                        | Astronauta                | Astronauta                |
| ---------------------------- | ------------------------- | ------------------------- |
| Comandante                   | Frank Borman Secondo volo | Frank Borman Secondo volo |
| Pilota del modulo di comando | James Lovell Terzo volo   | James Lovell Terzo volo   |
| Pilota del modulo lunare     | William Anders Primo volo | William Anders Primo volo |

La designazione ufficiale di "pilota del modulo lunare" veniva utilizzata per il terzo membro dell'equipaggio del blocco II delle missioni Apollo, indipendentemente dal fatto che le missioni prevedessero o meno l'uso e la presenza del LEM.

### Equipaggio di riserva
| Ruolo                        | Astronauta     | Astronauta     |
| ---------------------------- | -------------- | -------------- |
| Comandante                   | Neil Armstrong | Neil Armstrong |
| Pilota del modulo di comando | Buzz Aldrin    | Buzz Aldrin    |
| Pilota del modulo lunare     | Fred Haise     | Fred Haise     |

### Controllo missione
La squadra del centro di controllo missione dell'Apollo 8 era composta dai direttori di volo, dal loro staff e dagli astronauti dell'equipaggio di supporto, composto da Vance Brand, Ken Mattingly e Gerald Carr. Quest'ultimi non avevano ricevuto l'addestramento per compiere la missione, ma avevano partecipato alle riunioni con l'equipaggio principale e con quello di riserva; inoltre, mentre i due equipaggi si addestravano, i membri di quello di supporto erano stati coinvolti nella pianificazione degli aspetti minori della missione. I membri dell'equipaggio di supporto – Brand, Mattingly e Carr – e di riserva – Armstrong, Aldrin ed Haise – servirono inoltre come CAPCOM nel corso della missione.
Gli uomini del centro di controllo missione erano divisi in tre squadre che si alternarono, ognuna con un proprio direttore di volo. I direttori di volo per l'Apollo 8 furono: Clifford Charlesworth (squadra verde, Green team), Glynn Lunney (squadra nera, Black team) e Milton Windler (squadra marrone, Maroon team).

### Emblema

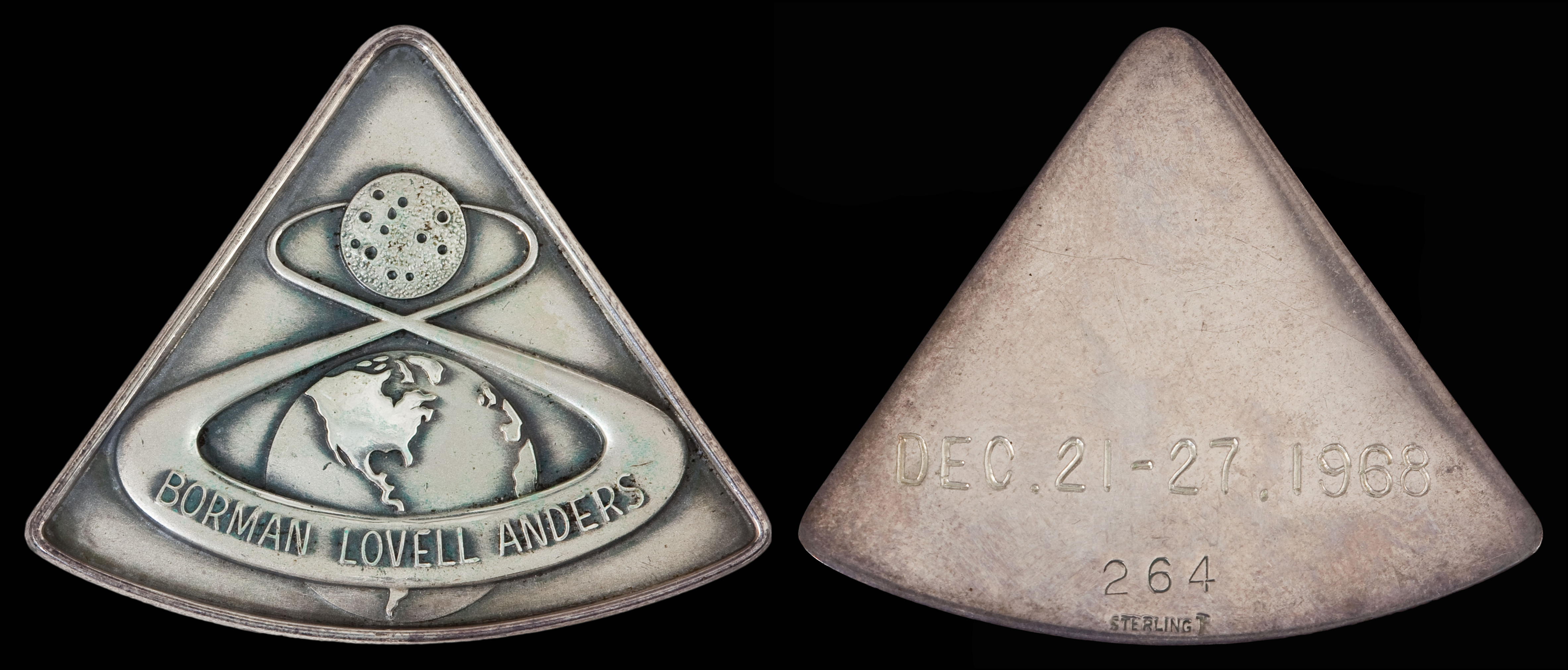
Medaglione dell'Apollo 8 che riporta sul fronte il logo della missione

Il logo della missione fu ideato da Jim Lovell, che ne buttò giù uno schizzo subito dopo aver appreso della variazione nell'obiettivo della missione, mentre occupava il sedile posteriore del bimotore T-38 che lo stava riportando dalla California a Houston. La versione definitiva fu disegnata da William Bradley.
Il logo ha la forma triangolare del modulo di comando Apollo. Mostra in rosso un 8 in cui la Terra e la Luna sono incluse ciascuna nei lobi caratteristici del numero. In tal modo, il logo riesce a riportare sia il numero della missione, sia a suggerire la sua orbita nello spazio circumlunare. Sulla parte inferiore del numero sono riportati i cognomi dei tre membri dell'equipaggio.

## Panoramica della missione

### Parametri di missione

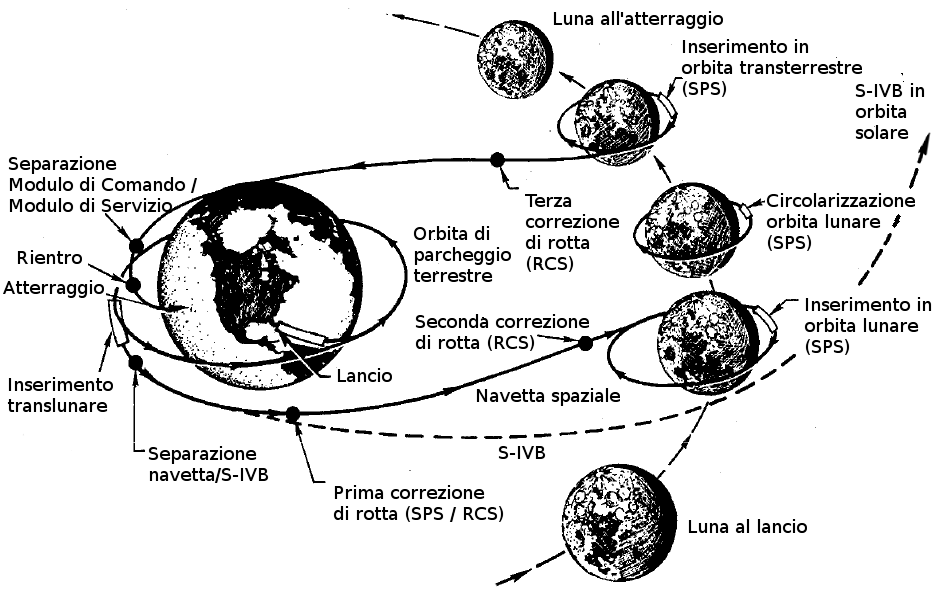
21 Dic 1968, 12:51 (UTC): Lancio
21 Dic, 15:47 (2h56m): Inserimento in orbita translunare
24 Dic, 09:59 (2d 21h 08m): Inserimento in orbita lunare (10 orbite)
25 Dic, 06:10 (3d 17h 19m): Inserimento in orbita transterrestre
27 Dic, 15:37 (6d 02h 46m): Rientro
27 Dic, 15:51 (6d 03h 00m): Ammaraggio

L'Apollo 8 sarebbe stato il primo veicolo spaziale con equipaggio ad orbitare attorno a due corpi celesti, la Terra e la Luna. Le due orbite sarebbero state raccordate da un'orbita di trasferimento.
Le navicelle Apollo erano immesse al lancio in un'orbita di parcheggio circolare geocentrica, con quote di apogeo e perigeo pari rispettivamente a 185,18 e 184,40 km, con un'inclinazione di 32,51° rispetto all'equatore e un periodo di 66,19 minuti. Il lento scarico dell'ossigeno liquido determinò un incrementato di 11,9 km della quota di apogeo in 2 ore, 44 minuti e 30 secondi.
Trascorso questo periodo, l'accensione del terzo stadio S-IVB della durata di 318 secondi immise l'Apollo 8 nella traiettoria di inserimento lunare. La manovra, denominata Trans Lunar Injection (TLI), determinò un incremento della velocità dei 28.870 kg del modulo di comando e dei 9.000 kg del finto LEM dai 7.793 m/s iniziali a 10.822 m/s, arrivando a far stabilire all'equipaggio il record di velocità massima, rispetto alla Terra, mai raggiunto da esseri umani. La velocità risultante era di poco inferiore alla velocità di fuga della Terra, pari a 11.200 m/s, ma sufficiente per posizionare l'Apollo 8 su un'orbita geocentrica ellittica così ampia che la navicella sarebbe arrivata in un punto in cui la gravità della Luna l'avrebbe catturata.
Per le missioni Apollo era prevista un'orbita di lavoro circolare, con una quota nominale di 110 km dalla superficie lunare. Quando la navicella fu catturata dalla Luna raggiunse un'orbita iniziale di forma ellittica, con perilunio di 111,1 km e apolunio di 312,1 km, inclinata di 12° rispetto all'equatore lunare. Questa, successivamente, fu circolarizzata con perilunio e apolunio rispettivamente di 110,6 e 112,4 km e con un periodo orbitale di 128,7 minuti. L'effetto delle concentrazioni di massa, o mascon, lunari sull'orbita della navicella si rivelò maggiore di quanto inizialmente previsto, tanto che al termine delle dieci orbite percorse in venti ore, il perilunio e l'apolunio arrivarono ad essere di 108,5 e 117,8 km, rispettivamente.
La distanza massima che l'Apollo 8 raggiunse dalla Terra fu di 377.349 chilometri.

### Lancio e traiettoria lunare

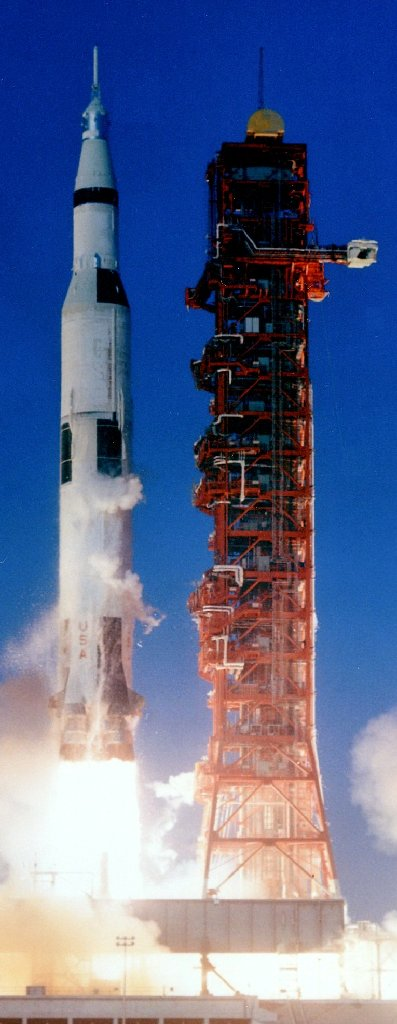
L'Apollo 8 poco dopo il lancio

L'Apollo 8 venne lanciato il 21 dicembre 1968 alle 7:51:00 EST, dalla nuova rampa di lancio numero 39A del John F. Kennedy Space Center, utilizzando un razzo Saturn V a tre stadi per raggiungere l'orbita terrestre. Il massimo della spinta fu raggiunto poco prima dell'esaurimento del secondo stadio, quando l'equipaggio sperimentò un'accelerazione pari a 4 g. Il primo stadio, S-IC, cadde nell'Oceano Atlantico alle coordinate 30°12′N 74°7′W e il secondo stadio, S-II, alle coordinate 31°50′N 37°17′W. Il terzo stadio, S-IVB, fu utilizzato sia per l'immissione della navetta nella prima orbita di parcheggio, sia per eseguire la manovra TLI che la inserì sull'orbita di trasferimento verso la Luna.
Una volta raggiunta l'orbita terrestre di parcheggio, l'equipaggio e i controllori di volo trascorsero le successive 2 ore e 38 minuti verificando il corretto funzionamento della navetta, prima di eseguire la manovra che l'avrebbe diretta inevitabilmente verso la Luna. Il corretto funzionamento del terzo stadio era cruciale per la missione: nel precedente test senza equipaggio condotto con l'Apollo 6 la manovra di riaccensione per la TLI era fallita.
Durante il volo, a terra tre astronauti erano designati come Capsule Communicators (solitamente indicati come "CAPCOMs") secondo dei turni. Essi erano le uniche persone a comunicare regolarmente con l'equipaggio. Michael Collins fu il primo CAPCOM in servizio e dopo 2 ore, 27 minuti e 22 secondi dal lancio comunicò agli astronauti in orbita: «Apollo 8. You are Go for TLI». Attraverso le parole di Collins, il Controllo Missione autorizzava l'Apollo 8 a dirigersi verso la Luna. Per i successivi 12 minuti prima dell'accensione TLI, l'equipaggio continuò a monitorare i sistemi della navetta e il S-IVB. Il motore si accese quando stabilito e la manovra venne eseguita perfettamente.

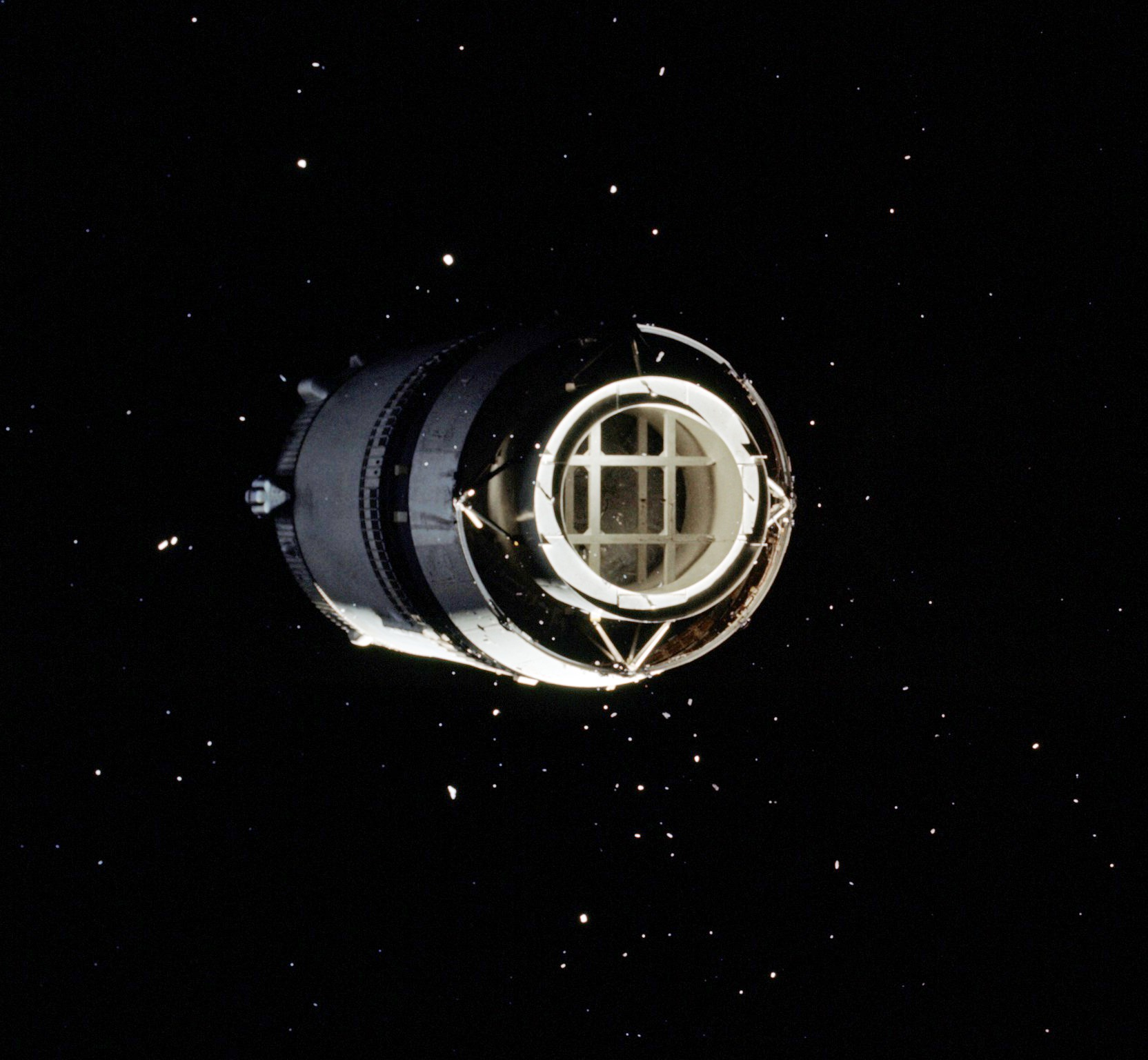
Il terzo stadio S-IVB del Saturn V, poco dopo la separazione. I puntini bianchi che si vedono nello sfondo non sono stelle ma detriti staccati dal modulo.

Al termine della manovra di inserimento in traiettoria lunare, lo stadio S-IVB si separò dal modulo di comando; gli astronauti ruotarono la navicella per poter effettuare delle riprese visive dello stadio separato. La manovra consentì agli astronauti di avere una visione globale della Terra, e furono i primi esseri umani a godere di una tale vista. L'Apollo 8 era dunque diretto verso la Luna, con lo stadio spento che lo seguiva su una traiettoria parallela, molto vicina, rimanendo nel campo visivo e destando preoccupazioni per gli astronauti. Dopo un lungo dibattito tra l'equipaggio e il controllo missione, si decise di accelerare il modulo di comando di 2 metri al secondo per allontanarlo dallo stadio. La manovra anticipò l'arrivo sulla Luna di circa un'ora. Per motivi di sicurezza venne comunque scelta e calcolata una traiettoria tale che, in caso di malfunzionamento o disfunzione totale dei propulsori, la navicella, dopo essere transitata attorno alla Luna, si sarebbe ritrovata autonomamente su una traiettoria che l'avrebbe riportata sulla Terra.
A cinque ore dal lancio, il Controllo Missione comandò un'accensione finale del razzo S-IVB - ormai staccatosi dalla navetta Apollo - affinché bruciasse il carburante residuo e cambiasse la sua traiettoria. La manovra portò l'S-IVB a transitare in prossimità della Luna per poi entrare in orbita eliocentrica in una posizione che non avrebbe potuto mettere in pericolo l'Apollo 8. L'orbita eliocentrica finale risultò possedere afelio e perielio pari rispettivamente a 0,99 e 0,92 unità astronomiche, con una inclinazione di 23,47° e un periodo di 340,80 giorni.
I membri dell'equipaggio dell'Apollo 8 furono i primi umani ad attraversare le fasce di van Allen posizionate a circa 24.000 km dalla Terra. Gli scienziati avevano previsto che il loro attraversamento sarebbe avvenuto in breve tempo grazie alla velocità della navetta, con l'effetto di ridurre il quantitativo di radiazione ionizzante assorbita dagli astronauti a circa 1 milligray (mGy), equivalente a una radiografia al torace. Per monitorare la dose di radiazioni assorbite, gli astronauti indossavano una dosimetro personale che trasmetteva i dati a terra e di tre dosimetri passivi a film che permettevano di stabilire la dose cumulativa ricevuta. Alla fine della missione si poté, quindi, stabilire che l'equipaggio aveva ricevuto una dose media di 1,6 mGy.

### Viaggio verso la Luna

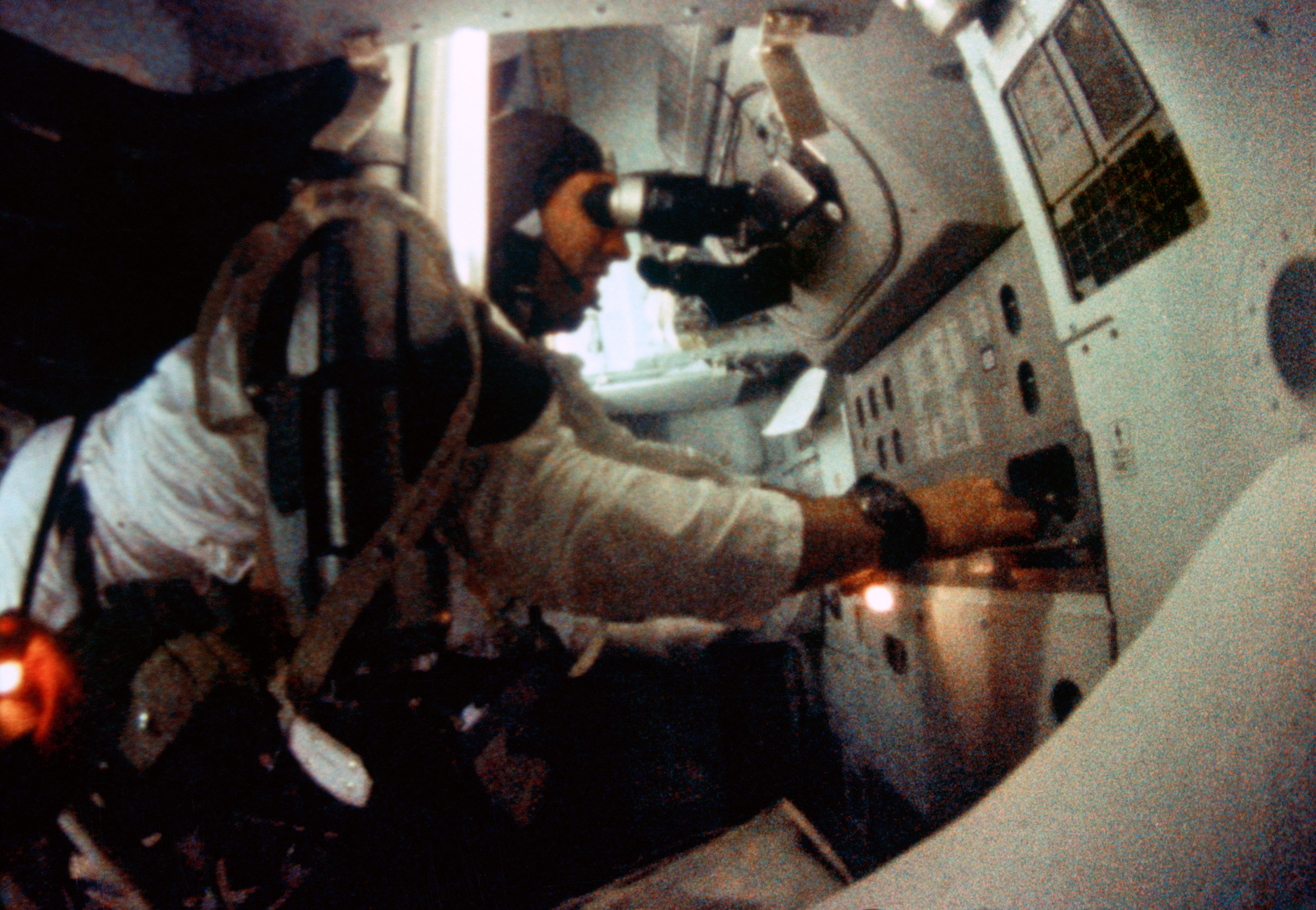
Jim Lovell si occupa della navigazione durante la missione Apollo 8

Durante il viaggio, il compito principale dell'astronauta Jim Lovell come Pilota del Modulo di Comando era occuparsi della navigazione. Nonostante il Controllo Missione eseguisse costantemente tutti i calcoli inerenti alla traiettoria, era necessario che un membro dell'equipaggio facesse da navigatore in modo che, se fossero state perse le comunicazioni, gli astronauti sarebbero comunque riusciti a tornare verso la Terra. Il lavoro di Lovell consisteva nel controllare la traiettoria della navetta «a vista» stimando la posizione delle stelle utilizzando un sestante, misurando cioè l'angolo tra i corpi celesti e l'orizzonte della Terra (o della Luna). Ciò si dimostrò un'operazione alquanto impegnativa poiché vi era una vasta quantità di detriti attorno al veicolo spaziale, formatisi dalla separazione dello stato S-IVB del Saturn V, che rendevano difficile distinguere le stelle.
Sette ore dopo l'inizio della missione, l'Apollo 8 si trovava circa un'ora e 40 minuti in ritardo rispetto al piano di volo per via dei problemi relativi alla separazione dall'S-IVB e per le difficoltà di Lovell nell'osservare le stelle. In quel momento l'equipaggio mise la navetta nell'assetto Passive Thermal Control (PTC), chiamato anche "barbecue roll", nel quale il veicolo veniva posto in rotazione attorno al proprio asse longitudinale, con una velocità di circa un giro l'ora, affinché il calore irradiato dal Sole si distribuisse uniformemente sulla sua superficie. Se non fosse stata attuata una tale strategia, la parte della navetta esposta alla luce solare diretta avrebbe potuto superare i 200 °C, mentre quella in ombra arrivare a -100 °C. A tali temperature, sia lo scudo termico, sia le linee di rifornimento del propellente avrebbero potuto subire dei danni. Poiché era impossibile ottenere un movimento rotatorio perfetto, ogni mezz'ora l'equipaggio doveva apportare dei piccoli aggiustamenti.

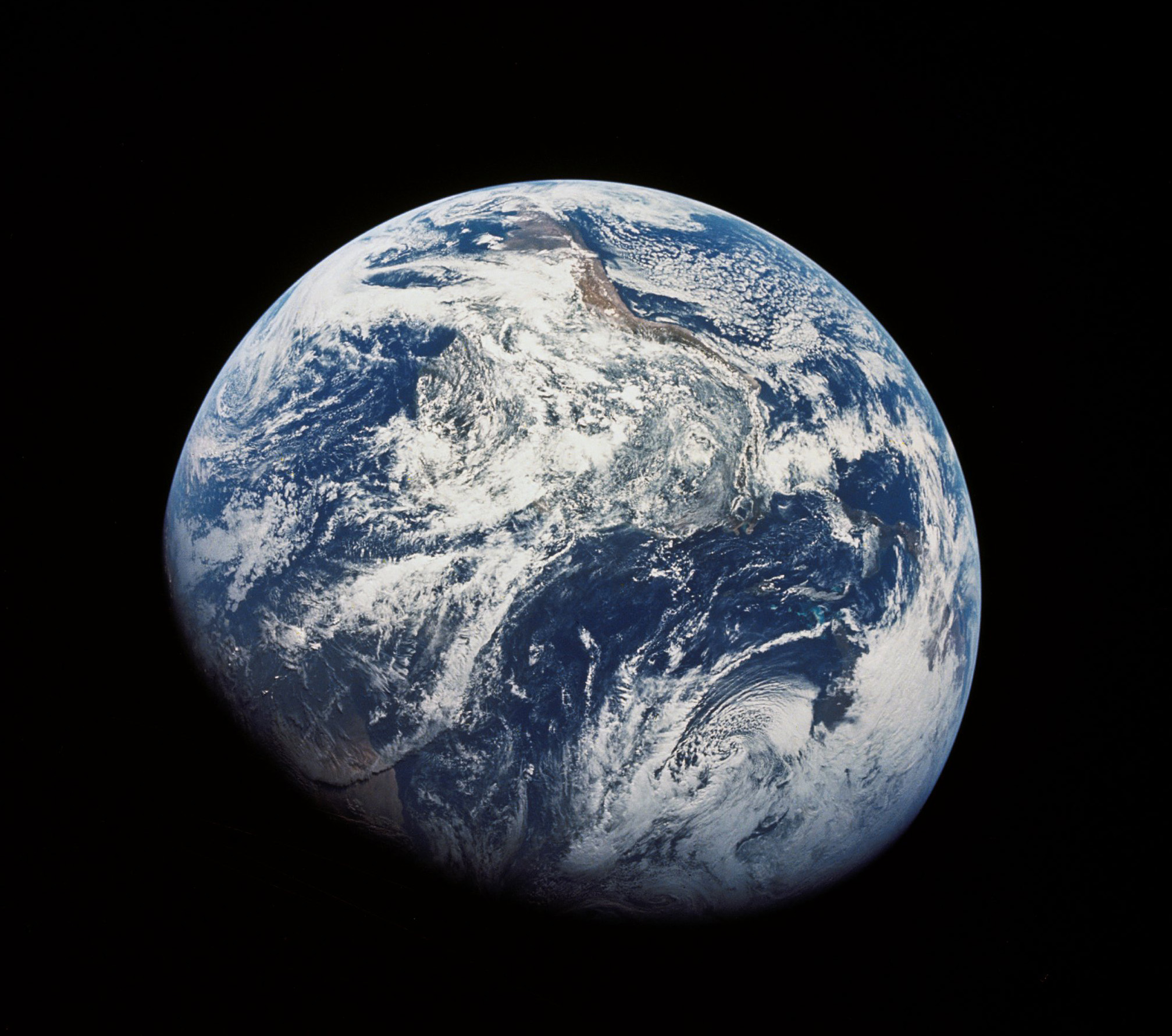
La prima immagine della Terra nella sua interezza presa da oltre l'atmosfera, da una distanza di circa 30 000 km, probabilmente da William Anders. Il Sud è in alto e l'America meridionale al centro.

La prima correzione di rotta (mid-course correction) venne effettuata 11 ore dopo il decollo. L'accensione del motore del Modulo di Servizio avvenne per una durata di 2,4 secondi e determinò un incremento della velocità di 6,2 m/s nella direzione di marcia, inferiore ai 7,6 m/s preventivati, poiché una bolla di elio nelle linee dell'ossidante aveva inaspettatamente abbassato la pressione. L'equipaggio corresse l'inconveniente utilizzando i motori del sistema RCS. Le ulteriori due accensioni programmate non vennero eseguite poiché la traiettoria dell'Apollo 8 si era rivelata già ottimale.
All'undicesima ora di volo, l'equipaggio era sveglio da oltre 16 ore. La NASA aveva stabilito che durante il volo almeno un astronauta sarebbe dovuto rimanere sveglio per affrontare eventuali problemi che avrebbero potuto manifestarsi. Borman fu il primo ad essere invitato ad addormentarsi, ma trovò difficoltoso prendere sonno a causa delle continue trasmissioni radio e del rumore meccanico. Trascorsa circa un'ora, fu allora autorizzato dal Controllo Missione ad assumere una compressa di secobarbital per favorire il sonno, tuttavia con scarsi effetti. Alla fine Borman riuscì ad addormentarsi, ma si sentì male al risveglio. Vomitò due volte e accusò diarrea, lasciando l'interno della navicella piena di piccoli pezzi di vomito e feci che l'equipaggiò cercò di pulire al meglio. Borman non avrebbe voluto che tutti sapessero dei suoi problemi di salute ed inizialmente cercò di celarlo al Controllo Missione; Lovell ed Anders tuttavia ritenevano doveroso darne comunicazione al centro di controllo e convinsero infine Borman. Vista la situazione, l'equipaggio decise di usare il Data Storage Equipment (DSE) per trasmettere voce e telemetria ad alta velocità a terra. Dopo aver registrato i sintomi manifestati da Borman, chiesero al Controllo Missione di controllare la registrazione affermando che avrebbero «voluto una valutazione dei commenti vocali».
L'equipaggio dell'Apollo 8 e il personale medico del Controllo Missione poterono confrontarsi utilizzando una sala di controllo vuota presente al secondo piano (vi erano, a Houston, due sale di controllo identiche, una al secondo e una al terzo piano; solo una veniva utilizzata durante una missione). I partecipanti alla conferenza conclusero che non vi erano grosse preoccupazioni riguardo alla malattia di Borman, che era probabilmente solo un'influenza di 24 ore, come pensava Borman stesso, o una reazione alla pillola assunta per dormire. Con l'esperienza successivamente acquisita, i ricercatori della NASA ritengono che Borman abbia sofferto di sindrome da adattamento allo spazio, una condizione che colpisce circa un terzo degli astronauti durante il loro primo giorno nello spazio fintantoché il loro sistema vestibolare non si adatta allo assenza di peso. Questa sindrome non si era mai verificata durante le missioni dei programmi precedenti (Mercury e Gemini) poiché le navette utilizzate erano dotate di uno spazio interno molto ridotto che non permetteva agli astronauti di fluttuare. L'incremento dello spazio nel Modulo di Comando Apollo permetteva agli astronauti di avere una grande libertà di movimenti, contribuendo all'instaurarsi dei sintomi sperimentati da Borman e, più tardi, da Russell Schweickart in occasione della missione Apollo 9.

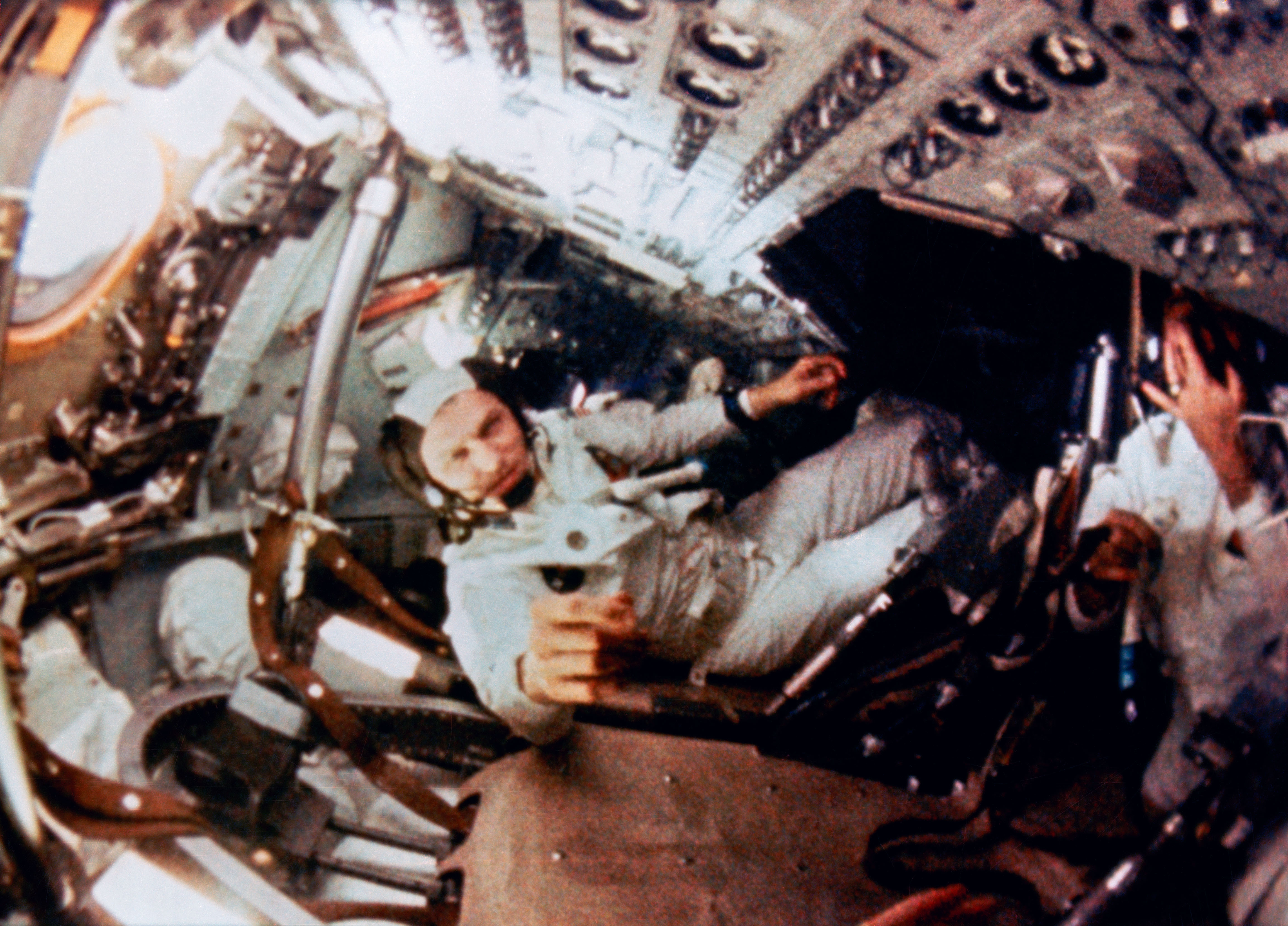
Fotogramma di un filmato registrato dall'equipaggio mentre era in orbita intorno alla Luna. Frank Borman è al centro.

Durante la fase di crociera, l'equipaggio fu relativamente privo di impegni gravosi, fatta eccezione per il continuo monitoraggio del funzionamento dei sistemi del veicolo spaziale e della traiettoria. Durante questo periodo, la NASA aveva programmato una trasmissione televisiva da effettuarsi a 31 ore dal lancio. Per l'evento l'equipaggio dell'Apollo 8 utilizzò una telecamera di 2 kg che trasmetteva in bianco e nero tramite un tubo da ripresa. Tale telecamera era dotata di due lenti, una grandangolare di 160° e una a teleobiettivo di 9°. Così, a 31 ore dalla partenza e a 40 dalla destinazione, gli astronauti fecero la prima diretta televisiva della storia fuori dall'influenza gravitazionale della Terra, mostrando le attività di bordo, la preparazione del pranzo, ma non riuscendo, con loro disappunto, a mettere a fuoco l'immagine della Terra in lontananza.
Giunti a questa fase della missione, l'equipaggio aveva completamente abbandonato il programma dei turni di sonno. Lovell si era addormentato 32 ore e mezza dopo l'inizio della missione, 3 ore e mezza prima rispetto a quanto programmato. Poco dopo, anche Anders si addormentò dopo aver preso un sonnifero.
Per gran parte del viaggio, l'equipaggio non fu in grado di vedere la Luna. Due fattori rendevano impossibile la sua vista dalla navetta: tre dei cinque finestrini apparivano appannati e per via della rotazione richiesta dal PTC. In base a quanto previsto, avrebbero visto la Luna solamente quando avessero sorvolato la sua faccia nascosta.
L'Apollo 8 fece la sua seconda trasmissione televisiva a 55 ore dall'inizio della missione. Questa volta, l'equipaggio fissò dei filtri alla telecamera in modo da riuscire a catturare immagini della Terra attraverso il teleobiettivo. Sebbene fosse comunque difficile da mirare, riuscirono a trasmettere le prime immagini televisive della Terra. Nel corso della trasmissione, gli astronauti descrissero le caratteristiche e i colori della Terra che furono in grado di vedere. La trasmissione durò 23 minuti.

### Ingresso nella sfera d'influenza lunare
Dopo 55 ore e 40 minuti, arrivata a 326400 km dalla Terra e 62 600 km dalla Luna, l'Apollo 8 attraversò l'ipotetico confine in corrispondenza del quale l'influenza gravitazione della Terra diventa minore di quella della Luna e le sfere di Hill dei due corpi celesti si toccano, così che i membri dell'equipaggio divennero i primi esseri umani ad entrare nella sfera d'influenza gravitazionale di un corpo celeste diverso dal nostro pianeta natale. In altre parole, l'effetto della forza gravitazionale della Luna sull'Apollo 8 divenne più forte di quello della Terra. All'epoca in cui accadde, l'Apollo 8 si trovava a 62.377 km dalla superficie lunare e possedeva una velocità di 1.220 m/s rispetto ad essa. Da quel momento la navicella, che aveva continuato a rallentare a causa della gravità terrestre, iniziò ad accelerare attratta dalla gravità lunare. Iniziarono quindi i controlli per l'inserimento in orbita lunare (LOI, Lunar Orbit Insertion); sebbene i motori non avessero dato problemi fino a quel momento, il controllo missione voleva esserne assolutamente certo prima di abbandonare la traiettoria sicura percorsa fino ad allora dalla navetta, che, anche in caso di guasto, avrebbe ricondotto gli astronauti sulla Terra dopo mezza orbita attorno alla Luna. Curiosamente, l'assetto dell'astronave, già predisposta per la manovra, non avrebbe permesso la visione della Luna agli astronauti se non subito prima dell'esecuzione della LOI stessa.
Un'ultima correzione di rotta (la seconda resasi necessaria delle quattro potenzialmente previste) precedette la LOI esattamente 61 ore dopo il lancio, a circa 38.900 km dalla Luna, quando l'equipaggio accese i motori RCS per 11 secondi. Si trattò di una accensione retrograda (contro la direzione di marcia) al fine di rallentare la navicella. In quel momento l'Apollo 8 si trovava a 115,4 km dalla superficie lunare.
A 64 ore di volo, l'equipaggio iniziò la preparazione per la Lunar Orbit Insertion-1 (LOI-1). Questa manovra doveva essere eseguita alla perfezione e, per via della meccanica orbitale, doveva essere effettuata sul lato più lontano della Luna, al di fuori dal contatto radio con la Terra. Dopo che il Controllo Missione dette il via libera per la manovra, l'equipaggio ricevette l'autorizzazione («go») a procedere. Nella conversazione che precedette la perdita delle comunicazioni, Carr disse loro che stavano «cavalcando l'uccello migliore che avevano potuto trovare». A Carr che gli augurava un «viaggio sicuro» («Safe journey, guys.»), Lovell rispose: «Ci vedremo dall'altra parte» («We'll see you on the other side.») e per la prima volta nella storia, esseri umani viaggiarono dietro la Luna e fuori dal contatto radio con la Terra.
10 minuti prima della LOI-1, l'equipaggio iniziò un ultimo controllo dei sistemi del veicolo spaziale e si assicurò che ogni interruttore fosse nella posizione corretta. In quel momento, finalmente poterono vedere la Luna, tuttavia all'accensione per la LOI-1 mancavano solo due minuti, quindi l'equipaggio ebbe poco tempo per apprezzare quella vista.

### Orbita lunare

#### Inserzione in orbita lunare
Poco prima della manovra LOI, gli astronauti e il controllo missione si salutarono, sapendo che non avrebbero potuto comunicare per i minuti successivi, dandosi ironicamente appuntamento dall'altro lato della Luna.
La manovra ebbe inizio a 69 ore, 8 minuti e 16 secondi dal lancio e consistette nell'accensione del motore SPS per 4 minuti; determinò un decremento di 915 m/s della velocità della navetta che in quel momento stava viaggiando a 2600 m/s. La navetta fu immessa su un'orbita selenocentrica, con quota rispetto alla superficie variabile tra 111 e 312 chilometri. Nonostante la manovra fosse stata eseguita perfettamente e senza imprevisti, Lovell dichiarò che quelli furono i 4 minuti più lunghi di tutta la sua vita. Se l'accensione non fosse durata abbastanza, la navetta sarebbe potuta finire in un'orbita altamente ellittica o, addirittura, aperta verso lo spazio profondo; se, al contrario, fosse risultata troppo lunga, la navetta si sarebbe potuta schiantare sulla superficie lunare.

#### Sorvolo della Luna

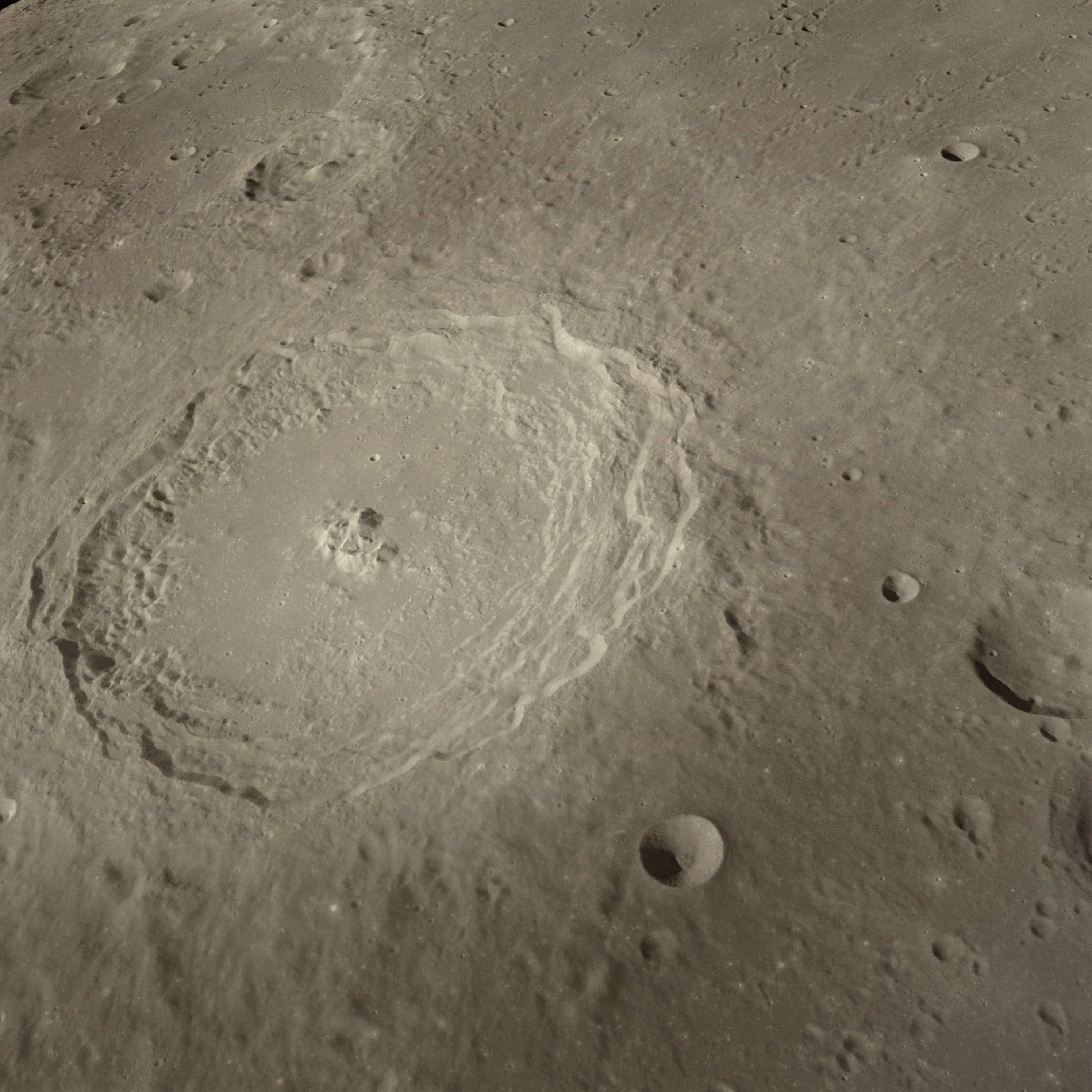
Il cratere Langrenus fotografato dall'equipaggio dell'Apollo 8

La mattina della vigilia di Natale (24 dicembre) la navicella spaziale raggiunse l'orbita lunare. Dopo aver comunicato al centro di controllo a Terra la situazione relativa al veicolo spaziale, Lovell fornì la prima descrizione di come appariva ai suoi occhi la superficie lunare:
Lovell continuò a descrivere il terreno che stavano sorvolando. Uno dei compiti principali dell'equipaggio era la ricognizione dei siti di allunaggio delle successive missioni lunari, del quale vennero scattate numerose immagini fotografiche ad alta risoluzione. La traiettoria di volo fu scelta tale da sorvolare il Mare della Tranquillità, già scelto per essere il sito del futuro allunaggio dell'Apollo 11. Anche la data e l'ora di lancio dell'Apollo 8 furono scelte affinché si presentassero le migliori condizioni di illuminazione per l'esame del sito. Una cinepresa era stata installata in una delle finestre del veicolo spaziale per riprendere la superficie lunare sottostante, scattando un fotogramma ogni secondo. Bill Anders trascorse gran parte delle successive 20 ore a scattare quante più fotografie possibili di obiettivi di interesse. Alla fine della missione l'equipaggio aveva scattato 700 fotografie della Luna e 150 della Terra.

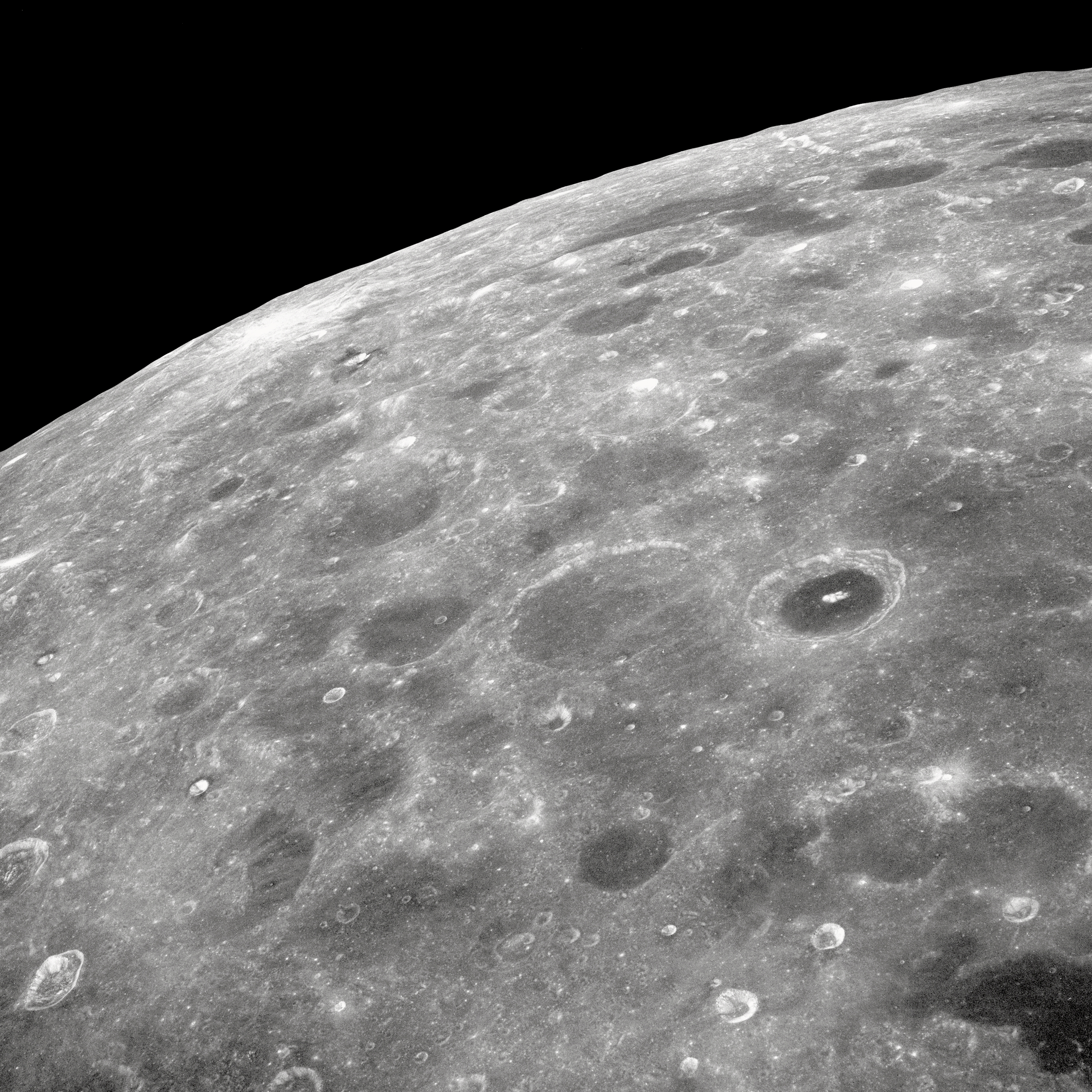
La faccia nascosta della Luna in una fotografia scattata dall'Apollo 8

Mentre riapparivano per il loro secondo passaggio davanti alla Luna, l'equipaggio preparò l'equipaggiamento per trasmettere una vista della superficie lunare. Anders descrisse i crateri che stavano passando sotto di lui. Alla fine di questa seconda orbita, eseguirono l'accensione LOI-2 di 11 secondi dell'SPS per circolarizzare l'orbita a 112.7 km per 114.7 km.
L'altezza minima alla quale gli astronauti sorvolarono la Luna fu di 111 km. Durante ogni orbita, la Luna si frapponeva tra la capsula e la Terra per circa 30 minuti. Durante tale periodo, l'Apollo 8 sorvolava quella parte della superficie lunare che dalla Terra non risulta mai visibile. I membri dell'equipaggio furono dunque i primi esseri umani a poter osservare direttamente la faccia nascosta della Luna, di cui ad ogni modo già si disponevano immagini fotografiche fin dal 1959, quando la sonda sovietica Luna 3 la sorvolò per la prima volta. Nel tempo in cui la navicella era in contatto con la Terra, Borman continuava a chiedere come risultassero i dati dell'SPS. Voleva assicurarsi che il motore funzionasse e potesse essere usato per tornare immediatamente sulla Terra se necessario. Chiese anche di ricevere una comunicazione "go/no go" prima di transitare dietro alla Luna su ogni orbita.

#### Il sorgere della Terra

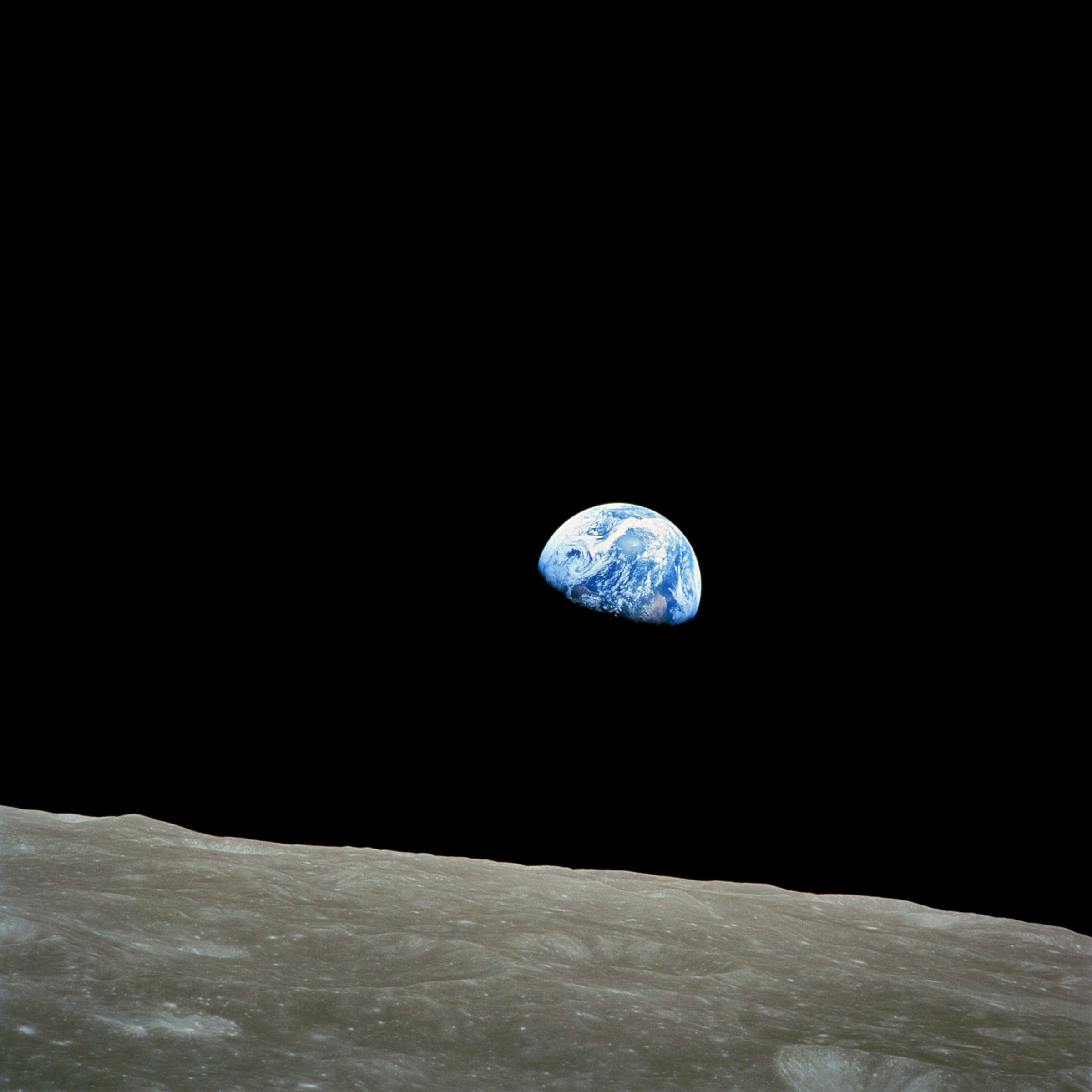
La Terra vista dopo l'orbita intorno alla Luna

Quando la navicella emerse dal lato nascosto della Luna per transitare per la quarta volta sulla faccia visibile, l'equipaggio fu testimone del sorgere della Terra per la prima volta nella storia (il sorgere della Terra nelle vicinanze della Luna era stato fotografato per la prima volta dal Lunar Orbiter 1 della NASA il 23 agosto 1966). Anders vide per primo la Terra emergere da dietro l'orizzonte lunare e richiamò l'attenzione degli altri, scattando una fotografia in bianco e nero. Anders chiese a Lovell di realizzare un video a colori e poi scattò una seconda fotografia, divenuta famosa come Earthrise) che fu successivamente scelta dalla rivista Life come una delle cento fotografie più significative mai scattate.
Anders continuò a scattare fotografie mentre Lovell assumeva il controllo della nave spaziale così che Borman potesse riposare. Nonostante lo spazio angusto e rumoroso, Borman dormì per due orbite, destandosi periodicamente per avere aggiornamenti sulla situazione. Quando tuttavia ebbe la netta percezione che i suoi compagni di equipaggio stessero commettendo degli errori, Borman si svegliò pienamente. La stanchezza di Anders e Lovell era infatti tale - non avendo ben dormito nei tre giorni precedenti – che nelle comunicazioni con il Controllo Missione avevano dovuto chiedere più volte di ripetere le istruzioni ricevute. Borman ordinò loro di dormire un po' e annullò le successive osservazioni della Luna previste nel loro piano di lavoro. Inizialmente Anders protestò, affermando che si sentiva bene, ma il comandante non volle sentire ragioni. Alla fine, Anders acconsentì e Borman sistemò la telecamera perché continuasse a scattare fotografie in modo automatico. Nelle due orbite successive, Anders e Lovell dormirono mentre Borman sedeva ai comandi. Nelle successive missioni Apollo, gli astronauti avrebbero evitato questa situazione dormendo tutti nello stesso orario, evitando che le conversazioni con il Controllo Missione guastassero il sonno dei compagni addormentati.
Nel corso della nona orbita, ebbe luogo la seconda trasmissione televisiva. Borman presentò l'equipaggio e ognuno di essi fornì la propria impressione sulla superficie lunare e su come fosse orbitare attorno alla Luna. Borman la descrisse come «una vasta, solitaria, ostile distesa di nulla». Poi, dopo aver parlato di quello che stavano sorvolando, Anders annunciò che l'equipaggio avrebbe rivolto un messaggio a coloro che erano sulla Terra ed ognuno di loro lesse una parte dalla storia della creazione contenuta nel libro della Genesi. Borman terminò la trasmissione augurando un Buon Natale a tutti sulla Terra con queste parole: «E dall'equipaggio dell'Apollo 8, chiudiamo con buona notte, buona fortuna, un Buon Natale e Dio benedica tutti voi, tutti voi sulla buona Terra».
A questo punto, l'unico compito rimasto all'equipaggio fu quello di eseguire la manovra per l'inserimento in orbita transterrestre (Trans-Earth Injection o TEI), programmata per 2 ore e mezza dopo la fine della trasmissione televisiva. La TEI era considerata l'accensione più critica del volo, in quanto qualsiasi guasto dell'SPS avrebbe mantenuto l'equipaggio in orbita lunare, con poche speranze di ritorno sulla Terra. Inoltre, la manovra sarebbe stata eseguita mentre la navetta si sarebbe trovata sul lato lontano della Luna, fuori dal contatto radio con la Terra; ciò sollevava qualche timore anche presso il centro di controllo, che non avrebbe potuto assistere gli astronauti in tempo reale.
L'accensione avvenne esattamente all'istante previsto. La telemetria del veicolo spaziale venne riacquisita a Terra mentre la navicella riemergeva da dietro la Luna a 89 ore, 28 minuti e 39 secondi dal lancio. Quando venne ristabilito anche il contatto vocale, Lovell annunciò: «Vi informo che Babbo Natale esiste davvero» («Please be informed, there is a Santa Claus»), al quale Ken Mattingly, CAPCOM in quel momento, rispose: «Affermativo, tu sei il migliore per saperlo» («That's affirmative, you are the best ones to know.»). La navetta iniziò il suo viaggio di ritorno sulla Terra il 25 dicembre, il giorno di Natale.

### Riallineamento manuale non pianificato
Successivamente, Lovell utilizzò un po' del suo tempo per effettuare alcune osservazioni utili alla navigazione, manovrando il modulo – variandone l'assetto, utilizzando la tastiera del computer di bordo - per porsi in condizione di vedere le varie stelle pilota. Tuttavia, accidentalmente cancellò parte della memoria del calcolatore, un fatto che indusse l'unità di misura inerziale (Inertial Measurement Unit o IMU) a ritenere che il modulo si trovasse nella stessa posizione relativa in cui si trovava prima del decollo; ciò determinò che si attivassero automaticamente i propulsori per "correggere" l'assetto del modulo.
Una volta che l'equipaggio ebbe identificata l'origine dell'attivazione dei propulsori, ci si rese conto che sarebbe stato necessario reinserire i dati relativi alla posizione effettiva del modulo. Lovell impiegò dieci minuti per calcolare i numeri corretti, usando il propulsore per allinearsi alle stelle Rigel e Sirio, e altri 15 minuti per inserire i dati corretti nel calcolatore.
Sedici mesi più tardi, Lovell si sarebbe trovato ad eseguire nuovamente la stessa operazione, in condizioni assai più critiche, durante la missione Apollo 13, quando l'IMU del modulo di comando sarebbe stata disattivata per risparmiare energia. Nel suo libro del 1994, Lost Moon: The Perilous Voyage of Apollo 13, Lovell scrisse «Il mio allenamento [sull'Apollo 8] è risultato utile!» («My training [on Apollo 8] came in handy!») Nel libro liquidò l'episodio come un «esperimento pianificato», richiesto dal personale di terra. Nelle interviste successive Lovell riconobbe che l'evento fu un incidente, causato da un suo errore.

### Viaggio di ritorno e ammaraggio

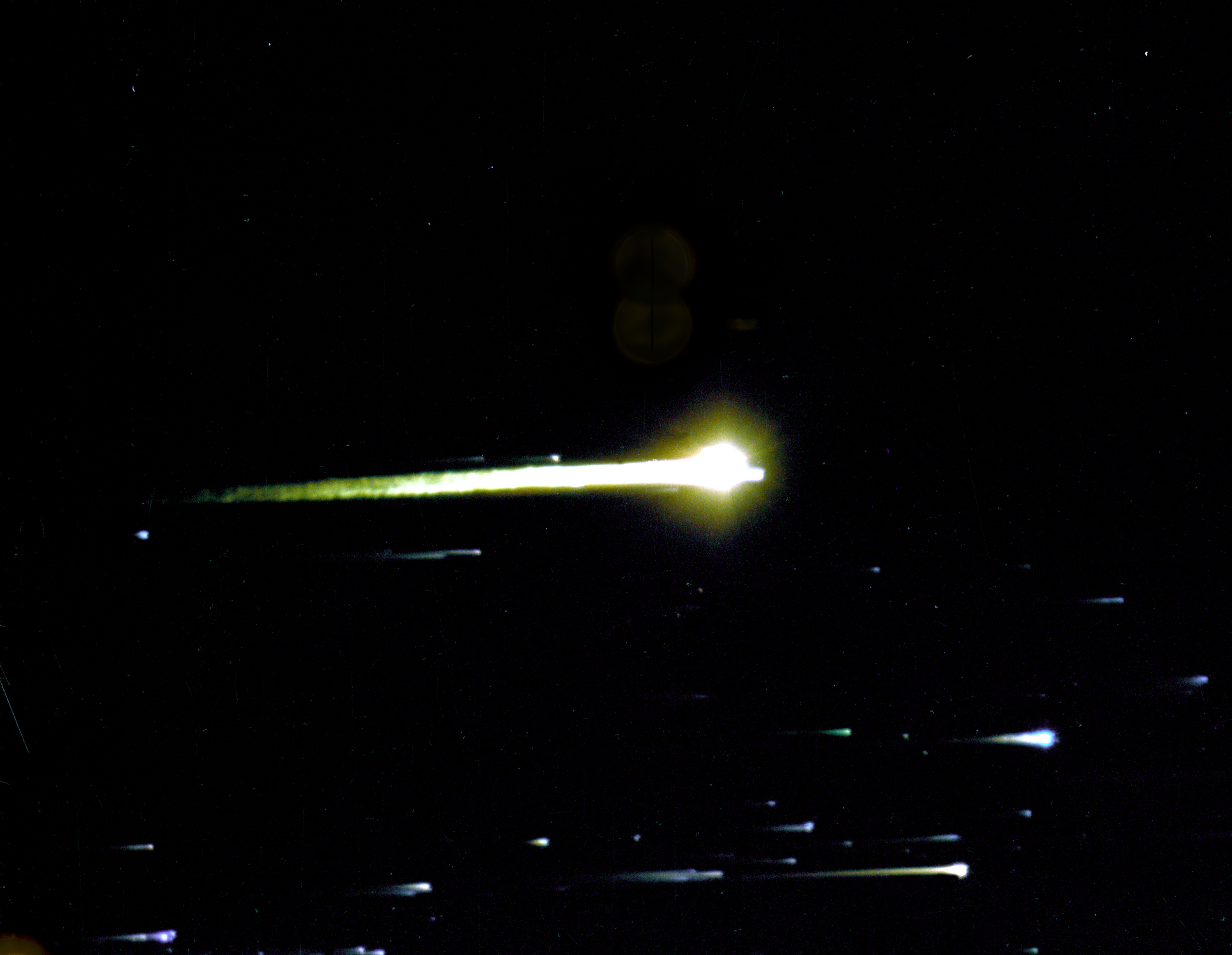
Rientro dell'Apollo 8 attraverso l'atmosfera terrestre, 27 dicembre 1968, fotografato da un KC-135 a 40.000 piedi di altezza

Dopo 10 orbite lunari, per un totale di 20 ore, dopo 3 giorni e 17 ore di missione, l'equipaggio dell'Apollo 8 accese il propulsore per accelerare la navetta di circa 1,07 km/s e immetterla su una traiettoria che l'avrebbe ricondotta sulla Terra. Al termine della manovra l'equipaggio era completamente esausto. Il viaggio di ritorno fu privo di qualunque complicazione, cosa che permise agli astronauti di riposare, oltre che di occuparsi del normale monitoraggio del veicolo.
Nel pomeriggio del giorno di Natale, l'equipaggio fece la quinta trasmissione televisiva. In questa occasione effettuarono un tour della navetta spaziale, mostrando come gli astronauti vivevano nello spazio. Al termine della trasmissione trovarono, nello scompartimento dedicato al cibo, un piccolo regalo da parte di Deke Slayton: una cena con tacchino ripieno in una confezione uguale a quelle in dotazione alle truppe impegnate in Vietnam e tre piccole bottiglie contenenti brandy, che Borman decise non sarebbero state aperte fino al rientro sulla Terra. Esse, tuttavia, rimasero chiuse per diversi anni dopo il volo. Gli astronauti trovarono anche piccoli regali da parte delle loro mogli.
Il giorno seguente, circa 124 ore dall'inizio della missione, la sesta ed ultima trasmissione televisiva dall'Apollo 8 mostrò le più belle immagini della Terra riprese fino a quel momento.
Dopo due giorni privi di problemi, l'equipaggio iniziò le preparazioni per il rientro. Il computer avrebbe controllato tutta la delicata fase e l'equipaggio aveva il solo incarico di posizionare la navicella nell'assetto corretto. Se il computer si fosse bloccato, Borman avrebbe comunque assunto il controllo.
La traiettoria di ritorno, che avrebbe potuto richiedere qualche correzione, fu abbastanza precisa e necessitò di una sola manovra correttiva di meno di 2 m/s. A 14500 km dalla superficie della Terra, l'equipaggio separò il modulo di comando dal modulo di servizio, non più necessario. Sei minuti prima di incontrare l'atmosfera terrestre, l'equipaggio vide la Luna sorgere sopra l'orizzonte della Terra, proprio come avevano previsto i responsabili della traiettoria. Una volta che la capsula ebbe impattato con l'atmosfera, gli astronauti notarono che all'esterno della navicella si formava del plasma luminoso. Il veicolo iniziò, allora, a rallentare tanto che gli astronauti dovettero sopportare una decelerazione massima di 6,8 g (59 m/s2). Durante tutta questa fase, il computer continuò a controllare la discesa, correggendo costantemente l'assetto. A 9,1 km di altezza sopra l'Oceano, venne rilasciato il paracadute stabilizzatore, seguito dall'apertura dei tre paracadute principali ad una altitudine di 3 km.

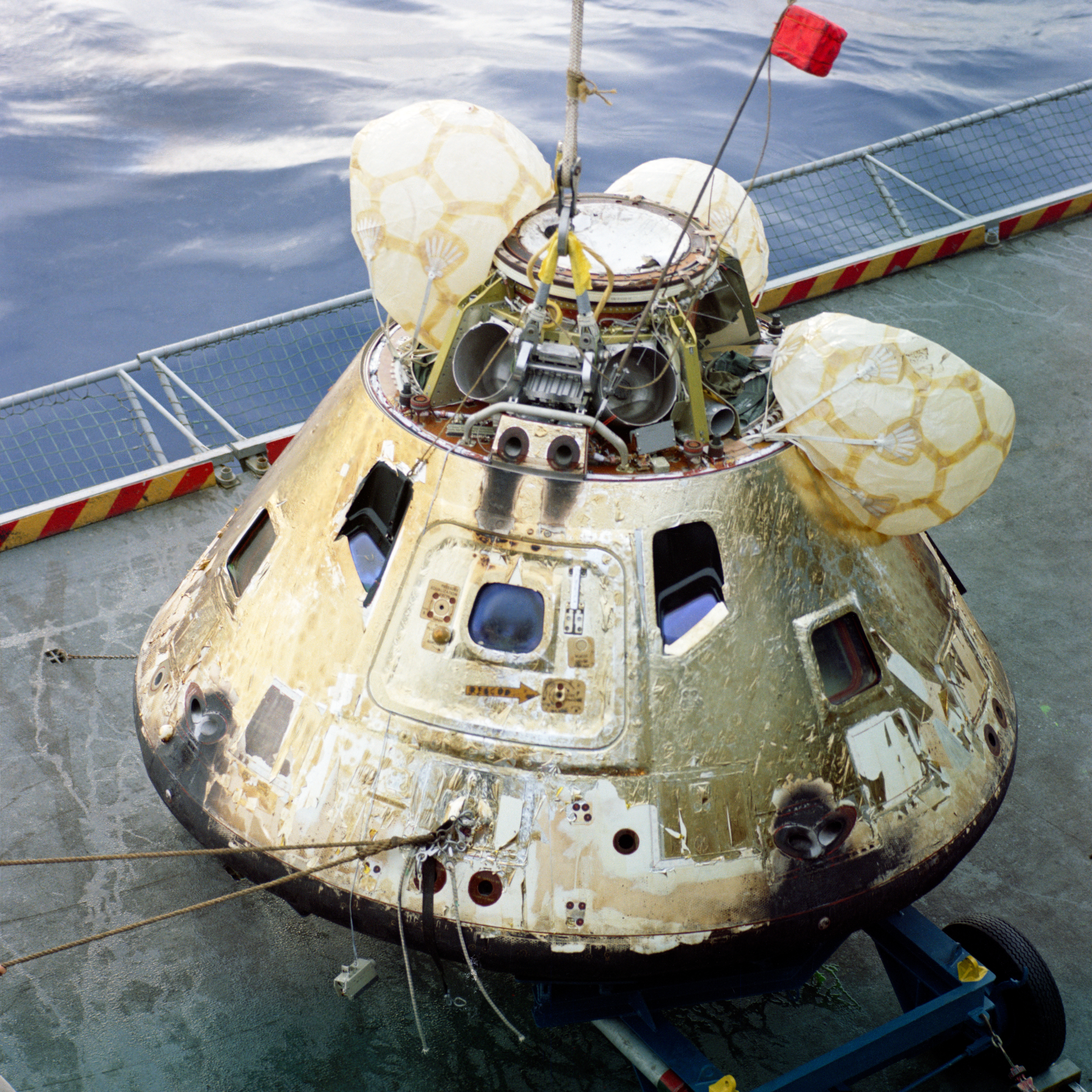
Il modulo di comando dell'Apollo 8 sul ponte della USS Yorktown

L'atterraggio in mare avvenne all'alba del 27 dicembre 1968, per la precisione alle ore 15:51 UTC. Il sito di atterraggio effettivo, alle coordinate 8°8'N 165°1'W, nell'Oceano Pacifico, a sud delle Hawaii, risultò discostato di soli 2,6 km da quello previsto.
Come già accaduto per l'Apollo 7, la capsula entrò in mare con la punta sott'acqua, in una posizione indicata come stable 2. Anche in questo caso non sorsero comunque problemi a raddrizzare la capsula mediante il gonfiaggio degli appositi sacchi d'aria, cosa che avvenne circa 6 minuti più tardi. Elicotteri ed aerei sorvolarono l'Apollo 8; però, per vari motivi di sicurezza, i sommozzatori vennero portati verso la capsula solo dopo il levare del Sole, ben 43 minuti dopo l'ammaraggio vero e proprio. Gli astronauti vennero dunque recuperati da un elicottero e portati a bordo della portaerei USS Yorktown.

## Importanza storica

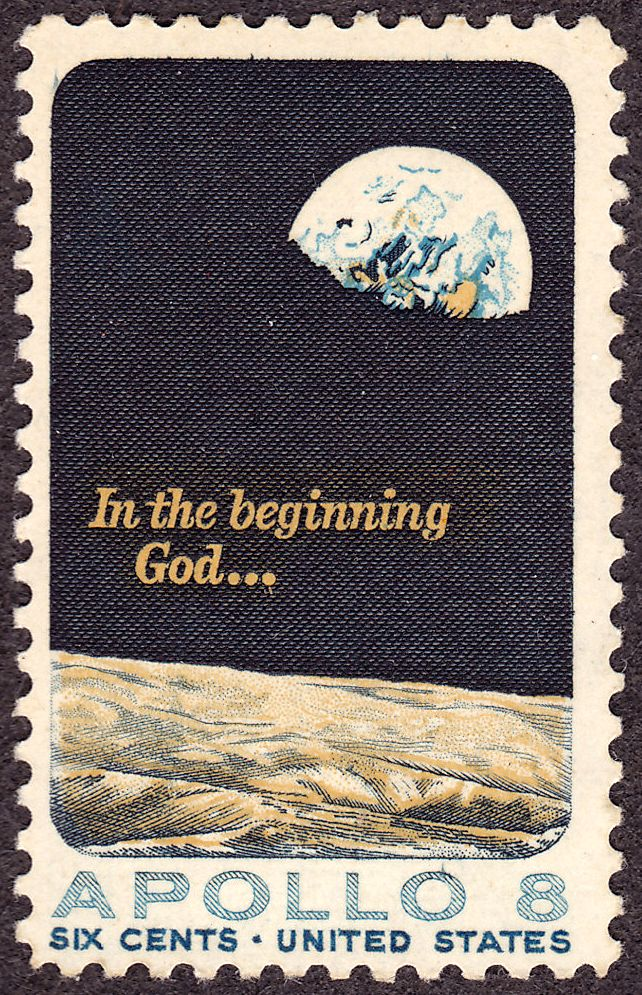
Francobollo commemorativo emesso nel 1969 dal servizio postale statunitense

Con l'Apollo 8, la NASA si assunse un notevole rischio per dirigere verso la Luna il primo veicolo spaziale con equipaggio a bordo riprogrammando la missione in quattro mesi e utilizzando un razzo il cui funzionamento aveva mostrato diversi problemi nei due lanci precedenti. A tale scelta contribuì certamente l'informazione, fornita dalla CIA e rivelatasi poi infondata, che la Russia stesse per lanciare un'equivalente missione lunare.
Da un punto di vista tecnico, la missione è stata valutata come una delle meglio riuscite e meno problematiche di tutto il Programma Apollo. Lo scrittore e giornalista Jeffrey Kluger, nel confrontarla con la disastrata Apollo 13, ha dichiarato che «l'Apollo 8 è stata fondamentalmente una missione in cui ogni singola piccola cosa è andata bene». La rapidità con la quale furono risolti i problemi del Saturn V e la solerzia del personale della NASA dimostrarono come l'obiettivo di un allunaggio fosse realisticamente raggiungibile nell'anno seguente. La missione rafforzò la fiducia collettiva degli statunitensi in un anno che era stato per loro molto difficile con la guerra del Vietnam in corso, gli assassini di Martin Luther King e Robert Kennedy nonché le proteste degli studenti nelle università. La missione dell'Apollo 8 nella settimana di Natale chiuse il 1968 con una nota positiva. Il Programma Apollo inoltre era già costato oltre 14 miliardi di dollari e sarebbe arrivato a 19,4 miliardi di dollari prima della sua conclusione. Tra le voci fuori dal coro, Oriana Fallaci, nel suo Quel giorno sulla luna (1970), pur riconoscendo che la missione «stupì il mondo», la ritenne «del tutto superflua» e tecnologicamente poco importante rispetto a quella successiva dell'Apollo 9.
Il successo dell'Apollo 8 fu viceversa una doccia fredda per i sovietici. All'inizio di dicembre Nikolaj Kamanin, che dirigeva l'addestramento dei cosmonauti nel programma spaziale sovietico, aveva valutato attorno al 25% le possibilità di successo della missione. L'aveva descritta come una trovata propagandistica, particolarmente rischiosa, voluta dal Presidente Lyndon Johnson a conclusione del suo mandato. Il successo conseguito dalla NASA non poté dunque essere ignorato: da un lato portò i sovietici ad analizzare criticamente l'avanzamento del loro programma lunare, individuando quelle scelte che, nonostante i successi iniziali, li avevano lasciati indietro nella corsa allo spazio; dall'altro determinò la consapevolezza, in Russia, che gli americani avrebbero raggiunto per primi la Luna.
Nell'indicare la Persona dell'anno per il 1968, la rivista statunitense Time scelse i membri dell'equipaggio dell'Apollo 8, che furono i primi uomini a lasciare il campo gravitazionale terrestre. Come già accennato, la fotografia Earthrise ebbe ampia diffusione e fu scelta dalla rivista Life come una delle cento fotografie più significative mai scattate. Riprodotta su un francobollo commemorativo nel 1969 dal servizio postale degli Stati Uniti, sarebbe stata di ispirazione anche per l'istituzione della Giornata della Terra nel 1970. Lo storico Robert K. Poole ha indicato la missione come la più significativa tra le missioni Apollo.

## Carriera degli astronauti

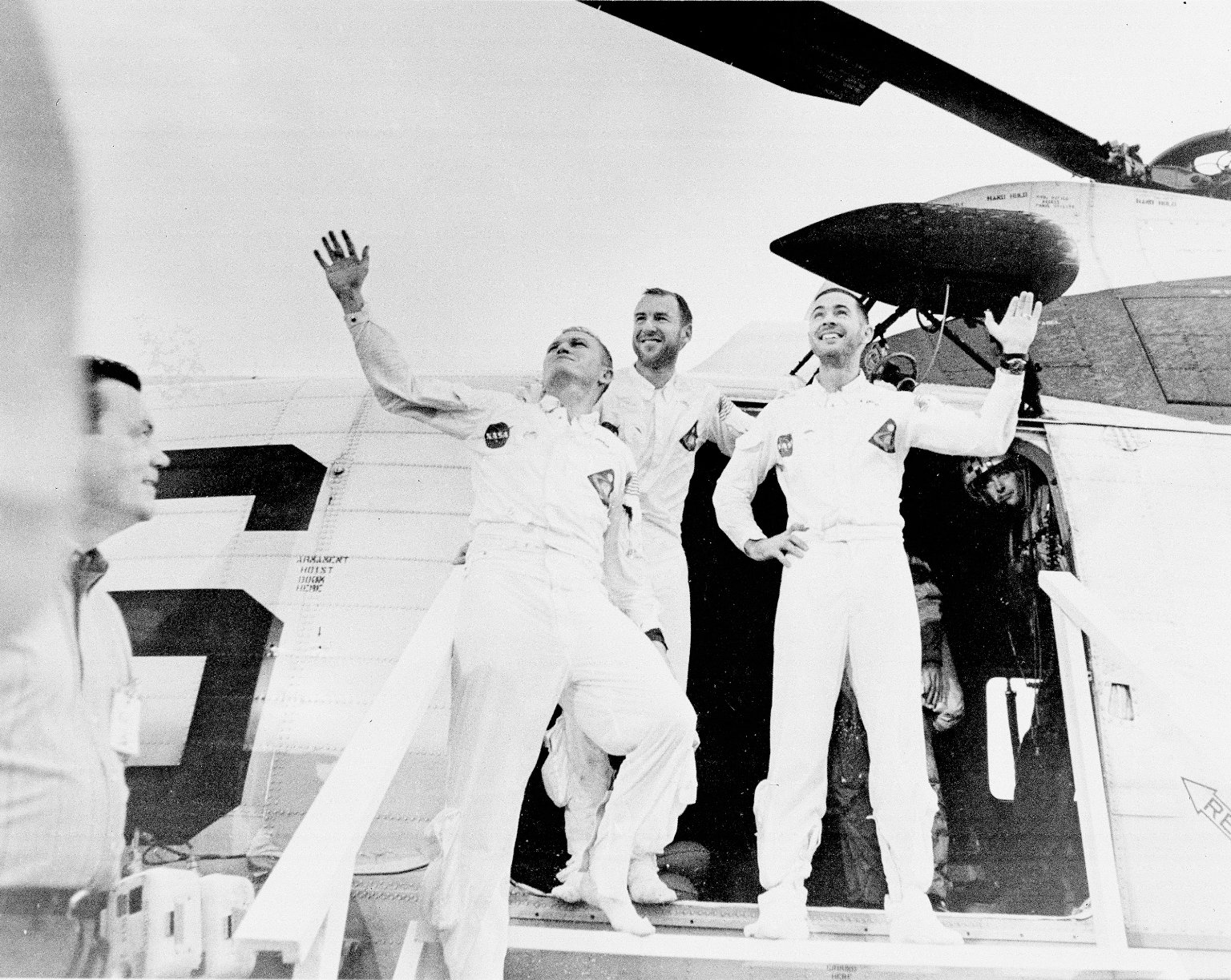
I membri dell'equipaggio dell'Apollo 8 salutano scendendo dall'elicottero che li ha recuperati dopo l'ammaraggio

Per il comandante Borman fu l'ultima missione; nel 1970 lasciò la aeronautica militare statunitense e iniziò a lavorare come consulente per la Eastern Air Lines, dove in pochi anni divenne amministratore delegato.
A Jim Lovell fu assegnato il comando della missione Apollo 13, che gli avrebbe dovuto garantire la possibilità di camminare sulla superficie lunare. L'esplosione di un serbatoio dell'ossigeno mentre la navetta era già in rotta per la Luna, tuttavia, portò ad annullare l'allunaggio e la missione stessa rischiò di concludersi in tragedia. L'equipaggio, guidato dal Controllo Missione, riuscì infine ad alleviare il danno e a tornare sulla Terra. Lovell è l'unico uomo ad aver viaggiato due volte verso la Luna senza mai atterrare. Nel 1973 lasciò la NASA e la marina militare statunitense e successivamente condusse una vita da uomo d'affari in varie società private.
Per Anders fu l'unico volo spaziale nella sua carriera di astronauta. Successivamente, ricoprì ruoli federali fino al 1977, concludendo con un posto di ambasciatore in Norvegia, dopo il quale si dedicò anche lui al settore privato.

## Cimeli

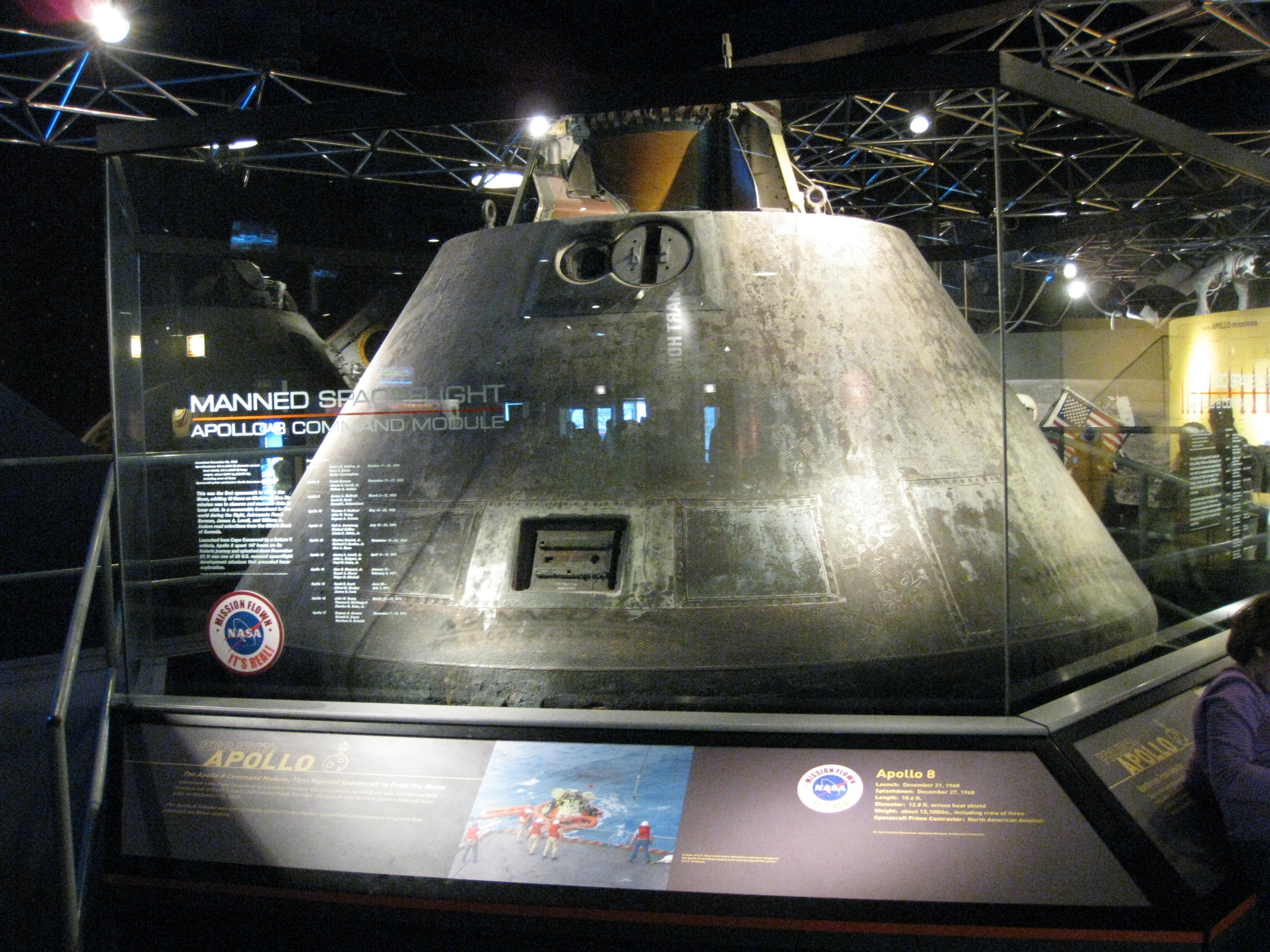
La capsula esposta al Museo della scienza e dell'industria di Chicago

La capsula di rientro dell'Apollo 8 è stata esposta a Osaka, in Giappone, nel padiglione degli Stati Uniti all'Expo 1970. Successivamente è stata spostata presso il Museo della scienza e dell'industria di Chicago, dov'è da allora conservata, insieme alla tuta spaziale indossata da Frank Borman durante la missione e ad alcuni oggetti personali che Lovell portò con sé in volo e che successivamente donò al museo.
Le tute spaziali indossate da Jim Lovell e Bill Anders durante la missione dell'Apollo 8 sono esposte rispettivamente nel Centro visitatori del Glenn Research Center della NASA e presso il Museo della scienza di Londra, nel Regno Unito.
Il terzo stadio del Saturn V che portò l'Apollo 8 in orbita fu immesso su un'orbita eliocentrica e non più osservato dal 1968. In futuro, potrebbe però essere riscoperto e scambiato per un asteroide, come accaduto nel 2002 per il terzo stadio dell'Apollo 12.

## Nella cultura di massa
Ci sono stati negli anni vari riferimenti in documentari ed opere di finzione alla missione dell'Apollo 8. La NASA nel 1969 ha pubblicato il documentario Debrief: Apollo 8, con Burgess Meredith come voce narrante, nel quale sono state raccolte le trasmissioni televisive che hanno visto protagonisti i membri dell'equipaggio durante la missione e le riprese in 16 millimetri della superficie lunare. Inoltre, lo stesso materiale, con riprese del lancio, delle fasi di addestramento e riprese in volo, è stato pubblicato nel 2003 da Spacecraft Films in tre DVD.
Il documentario For All Mankind del 1989, che ha vinto il premio speciale della giuria al Sundance Film Festival, include parte dei filmati ripresi durante la missione, così come il documentario Race to the Moon trasmesso nel 2005 nell'ambito della trasmissione American Experience della PBS. La missione è stata ben descritta nel documentario britannico In the Shadow of the Moon del 2007.
Nella miniserie televisiva Dalla Terra alla Luna del 1998, che segue le vicende del Programma Apollo, la missione è presentata nell'episodio 1968. Lo stadio S-IVB dell'Apollo 8 è stato rappresentato come la sede di un dispositivo alieno nell'episodio Bonifica spaziale (Conflict) della serie UFO, del 1970.
La manovra in inserimento in orbita lunare della missione Apollo 8 è stata posta in musica, con tratti delle registrazioni originali, nella traccia The Other Side dell'album The Race for Space dei Public Service Broadcasting. Inoltre, Kristine Kathryn Rusch nel suo racconto breve Il recupero dell'Apollo 8 (Recovering Apollo 8, 2008) presenta un'ucronia nella quale la navetta fallisce la manovra di inserimento in orbita lunare, venendo persa nello spazio.
Infine nella comunità ufologica il riferimento a Babbo Natale nella frase pronunciata da Lovell, nel momento in cui emerse per la prima volta dal lato opposto della Luna, è stato interpretato come un'ammissione dell'avvistamento di un oggetto volante non identificato durante la missione.
- Kevin Michael Kertscher (a cura di Davide Di Stadio), Obiettivo Luna - La missione Apollo 8 (La storia siamo noi)[collegamento interrotto], Rai − Radiotelevisione Italiana, 2007.

### Esplicative
1. 1 2  Fu la terza se si considera anche la sfortunata missione Apollo 1 dove l'equipaggio morì in un incidente a terra in fase di test.
2. ↑  Fu suggerito che Borman potesse aver contratto l'influenza asiatica che aveva colpito la popolazione americana quell'anno. Rif.: P. Magionami, p. 143, 2009.
3. ↑  
«La missione Apollo 8 è stata un modello di perfezione. Mai, finora, la scienza e la tecnologia americane avevano dato una così prodigiosa prova di sé.»
(Livio Caputo, citato da P. Magionami, p. 145, 2009)
4. ↑  
«Da un punto di vista tecnico l'Apollo 8 di Frank Borman, che stupì il mondo, fu perciò un volo del tutto superfluo: una manciata di polvere negli occhi dei non competenti. Non c'era alcun bisogno di orbitare la Luna con la capsula Apollo e basta. La NASA sapeva benissimo che la capsula Apollo era in grado di orbitare la Luna e quel volo si fece solo per utilizzare un lancio ormai deciso e pagato. [...] Da un punto di vista tecnico, l'Apollo 9 fu infinitamente più importante poiché dimostrò che il LM poteva uscire dalla capsula madre, staccarsi, volare, riattaccarsi alla capsula madre. Senza quel volo, lo sbarco sulla Luna non sarebbe mai avvenuto. Senza il volo di Borman, invece, lo sbarco sulla Luna sarebbe avvenuto lo stesso.»
(Oriana Fallaci, Quel giorno sulla Luna, Rizzoli, p. 35, 1970)

### Bibliografiche
Questa voce include materiale in pubblico dominio proveniente dal sito o da documenti della National Aeronautics and Space Administration.
1. ↑  (EN) Electrical Power System, su Apollo Operations Handbook Block II Spacecraft: Spacecraft Description, ibiblio.org, NASA, 15 ottobre 1969,  p. 2.6-2. URL consultato il 6 ottobre 2018.
2. ↑  (EN) Steve Garber, Sputnik and The Dawn of the Space Age, su history.nasa.gov, NASA, 10 ottobre 2007. URL consultato il 23 agosto 2018 (archiviato dall'url originale il 18 novembre 2004).
3. 1 2  (EN) Roger D. Launius, Apollo: A Retrospective Analysis, su hq.nasa.gov, NASA, luglio 1994. URL consultato il 23 agosto 2018 (archiviato dall'url originale il 13 febbraio 2017).
4. ↑  Si consultino le informazioni relative al 20 settembre 1967 (September 20) di (EN) Ivan D. Ertel, Roland W. Newkirk e Courtney G. Brooks, Recovery, Spacecraft Redefinition, and First Manned Apollo Flight. July through September 1967, in The Apollo Spacecraft - A Chronology, Volume IV, Part 2 (D), NASA, 1978, NASA SP-4009. URL consultato il 30 agosto 2018 (archiviato il 18 settembre 2018).
5. ↑  (EN) Charles A. Murray e Catherine Bly Cox, Apollo: The Race to the Moon, New York, Simon and Schuster, 1989,  pp. 315–316, ISBN 9780671611019.
6. 1 2  D. Baker, 1981.
7. 1 2 3  (EN) Ivan D. Ertel, Roland W. Newkirk e Courtney G. Brooks, Part 2 (N): Recovery, Spacecraft Redefinition, and First Manned Apollo Flight: August through September 1968, in The Apollo Spacecraft: A Chronology, IV, Washington, D.C., NASA, 1969–1978, LCCN 69060008, OCLC 23818. URL consultato il 29 gennaio 2008 (archiviato il 5 febbraio 2008).
8. ↑  C. G. Brooks et al., Cap. The Apollo 8 Decision, 1979.
9. ↑  C. G. Brooks et al., Cap. Proposal for a Lunar Orbit Mission, 1979.
10. ↑  A. Chaikin, p. 76, 1994.
11. ↑  (EN) Poised for the Leap, in Time, New York, 6 dicembre 1968. URL consultato il 15 dicembre 2011 (archiviato dall'url originale il 4 febbraio 2013).
12. 1 2 3 4 5 6  R. E. Bilstein, pp. 360-370, 1996.
13. ↑  C. G. Brooks et al., Cap. Apollo 6: Saturn V's Shaky Dress Rehearsal, 1979.
14. 1 2  C. G. Brooks et al., Cap. Pogo and Other Problems, 1979.
15. 1 2 3 4 5 6 7 8 9 10 11 12 13 14 15 16  (EN) Richard W. Orloff, Apollo 8 - The Second Mission: Testing the CSM in Lunar Orbit, in Apollo by the Numbers: A Statistical Reference, NASA History Division, Office of Policy and Plans, NASA History Series, Washington, D.C., NASA, settembre 2004  [First published 2000], ISBN 0-16-050631-X, LCCN 00061677. URL consultato il 28 giugno 2013 (archiviato dall'url originale il 6 giugno 2013).
16. ↑  (EN) David S. Akens, Appendix H - Saturn at the Cape, in Saturn Illustrated Chronology, Huntsville, AL, Marshall Space Flight Center, 1971. URL consultato il 1º febbraio 2008 (archiviato il 7 marzo 2008).
17. ↑  C. G. Brooks et al., Cap. Selecting and Training Crews, 1979.
18. 1 2 3 4  (EN) Apollo 8, su NASA, 21 dicembre 2017. URL consultato il 6 giugno 2018 (archiviato il 29 luglio 2018).
19. ↑  M. Collins, pp. 288-294, 2001.
20. 1 2 3  (EN) Richard Benke, Astronauts look back 30 years after historic lunar launch, in The Augusta Chronicle, Augusta, GA, Morris Communications, 21 dicembre 1998. URL consultato il 28 giugno 2013 (archiviato il 6 dicembre 2012).
21. 1 2 3 4 5 6  R. Zimmerman, 1998.
22. ↑  (EN) Ivan D. Ertel, Roland W. Newkirk e Courtney G. Brooks, Appendix 6: Crews and Support for Manned Apollo Flights, in The Apollo Spacecraft: A Chronology, Compiled by Sally D. Gates, History Office, JSC, with Cyril E. Baker, Astronaut Office, JSC, IV, Washington, D.C., NASA, 1969–1978, LCCN 69060008, OCLC 23818. URL consultato il 29 gennaio 2008 (archiviato il 5 febbraio 2008).
23. ↑  (EN) Samuel C. Phillips, Lifting From a Sea of Flame, in Edgar M Cortright (a cura di), Apollo Expeditions to the Moon, Washington, D.C., NASA, 1975, OCLC 1623434. URL consultato il 28 gennaio 2008 (archiviato il 19 febbraio 2008). Chapter 9.5.
24. ↑  (EN) David J. Shayler e Colin Burgess, The Last of NASA's Original Pilot Astronauts: Expanding the Space Frontier in the Late Sixties, Springer, 2017,  p. 197, ISBN 9783319510149.
25. 1 2  D. Lattimer, 1985.
26. ↑  R. W. Orloff, p. 283, 2000.
27. ↑  (EN) Richard W. Orloff, Apollo 8 Timeline, in Apollo by the Numbers: A Statistical Reference, NASA History Division, Office of Policy and Plans, NASA History Series, Washington, D.C., NASA, settembre 2004  [First published 2000], ISBN 0-16-050631-X, LCCN 00061677. URL consultato il 28 giugno 2013 (archiviato dall'url originale il 6 giugno 2013).
28. ↑  (EN) Apollo 8 Press Kit (PDF) (Press kit), su ntrs.nasa.gov, NASA, 15 dicembre 1968,  pp. 33-34. URL consultato il 28 giugno 2013 (archiviato il 19 dicembre 2013).
29. 1 2 3 4 5 6 7 8 9 10 11 12 13 14 15 16 17  C. G. Brooks et al., Cap. Apollo 8: The First Lunar Voyage, 1979.
30. ↑  W.D. Woods, pp. 108-109, 2008.
31. ↑  (EN) W. David Woods e Frank O'Brien, Day 1: Earth Orbit and Translunar Injection, in Apollo 8 Flight Journal, NASA, 22 aprile 2006. URL consultato il 7 febbraio 2008 (archiviato dall'url originale il 18 febbraio 2008).
32. ↑   Saturn S-IVB-503N - Satellite Information, in Satellite database, Heavens-Above. URL consultato il 23 settembre 2013 (archiviato il 27 settembre 2013).
33. ↑  (EN) J. Vernon Bailey, Radiation Protection and Instrumentation, in Biomedical Results of Apollo, Lyndon B. Johnson Space Center, 1975, NASA SP-368. URL consultato il 28 gennaio 2008 (archiviato dall'url originale il 17 gennaio 2008). Sec.2, Ch.3.
34. 1 2 3  (EN) W. David Woods e Frank O'Brien, Day 1: Maroon Team, in Apollo 8 Flight Journal, NASA, 22 aprile 2006. URL consultato il 4 febbraio 2008 (archiviato dall'url originale il 7 gennaio 2008).
35. ↑  (EN) W. David Woods e Frank O'Brien, Day 1: The Green Team and Separation, in Apollo 8 Flight Journal, NASA, 2006. URL consultato il 29 ottobre 2008 (archiviato dall'url originale il 23 settembre 2008). TIMETAG 003:42:55.
36. ↑  (EN) W. David Woods e Frank O'Brien, Day 2: Green Team, in Apollo 8 Flight Journal, NASA, 22 aprile 2006. URL consultato il 30 gennaio 2008 (archiviato dall'url originale l'11 marzo 2008).
37. ↑  M. Collins, p. 306, 2001.
38. ↑  (EN) Tony Quine, Addicted to space: An appreciation of Anousheh Ansari, Part II, in Spaceflight, vol. 49, n. 4, British Interplanetary Society, aprile 2007,  p. 144, ISSN 0038-6340 (WC · ACNP).
39. ↑  (EN) Inessa B Kozlovskaya, Jacob J. Bloomberg e Charles S. Layne, The Effects of Long-Duration Space Flight on Eye, Head, and Trunk Coordination During Locomotion, in Life Sciences Data Archive, Lyndon B. Johnson Space Center, 2004. URL consultato il 28 giugno 2013 (archiviato il 28 luglio 2014).
40. 1 2  (EN) W. David Woods e Frank O'Brien, Day 3: The Black Team - Approaching the Moon, in Apollo 8 Flight Journal, NASA, 22 aprile 2006. URL consultato il 7 febbraio 2008 (archiviato dall'url originale il 4 febbraio 2008).
«You are riding the best bird we can find.»
41. 1 2 3 4  J. Lovell e J. Kluger, 1994.
42. ↑  (EN) Apollo Expeditions to the Moon: Chapter 9, su history.nasa.gov. URL consultato l'8 giugno 2018 (archiviato il 18 settembre 2018).
43. 1 2  (EN) Apollo 8, in National Space Science Data Center, NASA. URL consultato il 28 giugno 2013 (archiviato dall'url originale l'8 giugno 2013).
44. 1 2 3  (EN) W. David Woods e Frank O'Brien, Day 4: Lunar Orbits 1, 2 and 3, in Apollo 8 Flight Journal, NASA, 22 aprile 2006. URL consultato il 20 settembre 2007 (archiviato dall'url originale il 22 settembre 2007).
45. 1 2  P. Magionami, p. 144, 2009.
46. ↑  R. K. Poole, 2008.
47. 1 2 3  (EN) W. David Woods e Frank O'Brien, Day 4: Lunar Orbits 4, 5 and 6, in Apollo 8 Flight Journal, NASA, 22 aprile 2006. URL consultato il 20 settembre 2007 (archiviato dall'url originale il 2 ottobre 2007).
48. 1 2  (EN) Earthrise. William Anders, NASA, 1968, in The Most Influential Images of All Time, Time, 2016. URL consultato il 1º settembre 2018 (archiviato il 27 marzo 2018).
49. ↑  (EN) Sleep, in Working on the Moon, Editors of Working on the Moon, 13 ottobre 2010. URL consultato il 1º settembre 2018 (archiviato il 19 agosto 2017).
50. ↑  G. J. De Groot, p. 229, 2006.
51. ↑  (EN) Charles D. Benson e William Barnaby Faherty, Apollo 8 - A Christmas Gift, in Moonport: A History of Apollo Launch Facilities and Operations, NASA, 1978, NASA SP-4204. URL consultato il 7 febbraio 2008 (archiviato dall'url originale il 23 gennaio 2008). Ch.20-9.
52. ↑  (EN) W. David Woods e Frank O'Brien, Day 4: Final Orbit and Trans-Earth Injection, in Apollo 8 Flight Journal, NASA, 22 aprile 2006. URL consultato il 7 febbraio 2008 (archiviato dall'url originale il 16 gennaio 2008).
53. ↑  P. Magionami, pp. 144-145, 2009.
54. ↑  (EN) Apollo 8: Leaving the Cradle, su collectspace.com, Spacecraft Films/20th Century Fox Home Entertainment, 2003. URL consultato il 15 giugno 2018 (archiviato il 3 luglio 2010).
55. ↑  J. N. Wilford, p. 68, 1973.
56. ↑  J. Schefter, p. 275, 1999.
57. ↑  (EN) Apollo 8: Leaving the Cradle (DVD), su collectspace.com, Spacecraft Films/20th Century Fox Home Entertainment, 2003. URL consultato il 15 giugno 2018 (archiviato il 3 luglio 2010).
58. 1 2 3  A. Chaikin, pp. 127-128, 1998.
59. 1 2  (EN) W. David Woods e Frank O'Brien, Day 6: The Maroon Team - Splashdown, in Apollo 8 Flight Journal, NASA, 22 aprile 2006. URL consultato il 4 febbraio 2008 (archiviato dall'url originale il 6 febbraio 2008).
60. 1 2  (EN) Apollo 8 Mission report (PDF), su history.nasa.gov. URL consultato il 15 giugno 2018 (archiviato dall'url originale il 2 marzo 2013).
61. ↑  J. Kluger, 2017.
62. 1 2  (EN) Robin McKie, The mission that changed everything, in The Observer, Guardian News and Media Limited, 30 novembre 2008. URL consultato il 3 settembre 2018 (archiviato il 22 agosto 2017).
63. ↑  (EN) Diane Tedeschi, Apollo 8: A Journey Into Deep Waters, in Air & Space Magazine, agosto 2017. URL consultato il 3 settembre 2018 (archiviato il 3 settembre 2018).
«Apollo 8 [...] was basically a mission in which every single little thing went right.»
64. ↑  (EN) John Noble Wilford, On Hand for Space History, as Superpowers Spar, in The New York Times, 13 luglio 2009. URL consultato il 3 settembre 2018 (archiviato il 3 settembre 2018).
65. ↑  R. W. Orloff, p. 280, 2000.
66. 1 2  P. Magionami, p. 145, 2009.
67. ↑  Consultare il riepilogo degli articoli sulla stampa sovientica forniti da: M. Wade. In particolare, quelli relativi ai giorni: 4 dicembre, 22-28 dicembre 1968 e 22 gennaio 1969.
68. ↑  (EN) Nation: Men of the Year, in Time, New York, 3 gennaio 1969. URL consultato il 13 febbraio 2008 (archiviato l'8 gennaio 2008).
69. ↑  (EN) 1969 U.S. Postage Stamp Issues, su 1847usa.com, 1847usa. URL consultato il 30 giugno 2013 (archiviato dall'url originale il 20 dicembre 2012).
70. ↑  (EN) Peggy Wilhide, New Views for A New Century, in Technology Innovation, vol. 8, n. 4, NASA Innovative Partnerships Program, luglio-agosto 2000. URL consultato l'8 novembre 2007 (archiviato dall'url originale il 16 aprile 2009).
71. ↑  R. K. Poole, pp. 8 e 32, 2008.
72. ↑  (EN) Astronaut Bio: Frank Borman, su jsc.nasa.gov. URL consultato il 7 giugno 2018 (archiviato dall'url originale il 4 dicembre 2017).
73. ↑  (EN) Apollo 13, su nssdc.gsfc.nasa.gov, NASA Space Science DATA Coordinated Archive. URL consultato il 3 settembre 2018 (archiviato il 19 febbraio 2017).
74. ↑  (EN) Astronaut Bio: James A. Lovell, su jsc.nasa.gov. URL consultato il 7 giugno 2018 (archiviato dall'url originale il 30 giugno 2018).
75. ↑  (EN) Astronaut Bio: William Anders, su jsc.nasa.gov. URL consultato il 7 giugno 2018 (archiviato dall'url originale il 4 dicembre 2017).
76. ↑  (EN) Winter, Tim (a cura di), Shanghai Expo: An International Forum on the Future of Cities, Routledge, 2012,  p. 33, ISBN 978-0-415-52462-9, OCLC 778424843. URL consultato il 21 febbraio 2014.
77. ↑  (EN) Sophia Tareen, Apollo 8 astronaut marks 1968 Christmastime broadcast to Earth (12 photos), in Deseret News, Associated Press, 23 dicembre 2013. URL consultato il 9 dicembre 2015 (archiviato il 4 marzo 2016).
78. ↑  (EN) The Apollo 8 Command Module, su msichicago.org, Museum of Science and Industry. URL consultato il 4 febbraio 2008 (archiviato dall'url originale il 9 ottobre 2007).
79. ↑  (EN) NASA Glenn Visitor Center, su ns.cuyahoga.lib.oh.us, Cuyahoga County Public Library. URL consultato il 30 giugno 2013 (archiviato dall'url originale il 19 marzo 2007).
80. ↑  (EN) Sallie A. Keith, Heroes in Space Honored at NASA, su nasa.gov, Cleveland, OH, NASA Glenn Research Center, 20 febbraio 2004. URL consultato il 4 febbraio 2008 (archiviato il 22 gennaio 2009).
81. ↑  (EN) W.David Wood, How Apollo Flew to the Moon, Springer, 2011,  p. 203, ISBN 978-1-4419-7179-1, OCLC 747105616.
82. ↑  (EN) Paul Chodas, Newly Discovered Object Could be a Leftover Apollo Rocket Stage, su cneos.jpl.nasa.gov, Center for NEO Studies, 11 settembre 2002. URL consultato il 3 settembre 2018 (archiviato il 3 settembre 2018).
83. ↑  (EN) When We Left Earth: The NASA Missions (DVD), su worldcat.org, Silver Spring, MD, Discovery, Inc., 2008, OCLC 232161899. URL consultato il 6 ottobre 2018 (archiviato il 6 ottobre 2018). Debrief: Apollo 8 fu pubblicato con un supplemento della miniserie di Discovery Channel.
84. ↑  (EN) Apollo 8: Leaving the Cradle (DVD), su collectspace.com, Spacecraft Films/20th Century Fox Home Entertainment, 2003. URL consultato il 23 giugno 2010 (archiviato il 3 luglio 2010).
85. ↑  (EN) 1989 Sundance Film Festival, su history.sundance.org. URL consultato il 6 ottobre 2018 (archiviato dall'url originale il 17 marzo 2018).
86. ↑   American Experience | Race to the Moon, su pbs.org, PBS, 31 ottobre 2005. URL consultato il 18 agosto 2016 (archiviato dall'url originale il 3 agosto 2016).
87. ↑  (EN) In the Shadow of the Moon, su history.sundance.org, Sundance Institute. URL consultato il 6 ottobre 2018 (archiviato il 3 ottobre 2018).
88. ↑  (EN) Ron Howard, Brian Grazer, Tom Hanks e Michael Bostick (prodotto da), From the Earth to the Moon: 1968, HBO, 12 aprile 1998.
89. ↑  (EN) UFO: episodio 1x5, Conflict, ITV, 7 ottobre 1970.
90. ↑  (EN) Mike Katzif, Review: Public Service Broadcasting, 'The Race For Space', NPR music, 15 febbraio 2015. URL consultato il 6 ottobre 2018 (archiviato il 12 giugno 2018).
91. ↑  (EN) Edizioni di Recovering Apollo 8, in Internet Speculative Fiction Database, Al von Ruff.
92. ↑  (EN) William J. Birnes, The UFO Magazine UFO Encyclopedia: The Most Compreshensive Single-Volume UFO Reference in Print, a cura di William J. Birnes e Vicki Ecker, Simon and Schuster, 2004,  p. 192, ISBN 9780743466745.
93. ↑   Mattia Bernardo Bagnoli, Misteri, segreti e storie insolite di Londra, Newton Compton Editori, 2013,  p. 147, ISBN 9788854160064.